# Euromaidan
Les Euromaidan (ucraïnès: Євромайдан, transcrit Ievromaidan, literalment «Plaça d'Europa»), també conegudes com a Є́врореволю́ція (Ievrorevoliútsia, «Eurorevolució»)Револю́ція 2013 ро́ку (Revoliútsia 2013 roki, «Revolució del 2013») o també Революція гідності (Revoliútsia hidnosti, «Revolució de la dignitat») són una onada de protestes, disturbis civils i revolució a Ucraïna, que van començar la nit del 21 de novembre de 2013, amb un seguit de protestes públiques que exigien una major integració europea. El 29 de novembre, el president d'Ucraïna Víktor Ianukòvitx rebutjà l'acostament amb la Unió Europea, acusant-la d'«humiliar» el seu país en oferir només 800 milions d'euros per impulsar les reformes necessàries per firmar l'acord amb la Unió. Diversos analistes veuen com a rerefons les pressions de Rússia, subministradora de gas a Ucraïna.
L'abast de les protestes va evolucionar des d'aleshores, amb moltes peticions de dimissió del llavors president Ianukóvitx i el seu Govern. Molts manifestants es van unir a la causa de resultes de la violenta repressió dels manifestants el 30 de novembre i per «una voluntat de canviar la vida a Ucraïna». Vers el 25 de gener del 2014, les protestes s'havien vist alimentades per la percepció d'una estesa corrupció, abús de poder i violació dels drets humans. Els disturbis derivats de les protestes Euromaidan van fer témer una guerra civil.
Les manifestacions van començar la nit del 21 de novembre de 2013, quan van esclatar protestes espontànies a la capital, Kíiv, després que el govern d'Ucraïna suspengués els preparatius de la signatura de l'acord d'Associació i un Tractat de Lliure Comerç amb la Unió Europea, en favor de relacions econòmiques més properes amb Rússia. Al cap de pocs dies d'haver començat les manifestacions, un creixent nombre d'estudiants universitaris s'uniren a les prostestes. L'Euromaidan ha estat caracteritzat en diverses ocasions com un esdeveniment de gran simbolisme polític per a la Unió Europea en si, sobretot perquè és «la manifestació més gran proeuropea mai realitzada en tota la història».
Les protestes es dugueren a terme tot i la forta presència policial, habitualment amb temperatures sota zero, i neu. L'escalada de la violència per part de les forces governamentals a primera hora del matí del 30 de novembre va causar que el nivell de protestes augmentés, amb 400.000–800.000 persones manifestant-se a Kíiv els caps de setmana de l'1 i el 8 de desembre. En les setmanes posteriors, l'assistència a les protestes va fluctuar entre 50.000 i 200.000 durant les diverses concentracions organitzades. L'1 de desembre es van produir violents aldarulls i també del 19 al 25 de gener, en resposta a la brutalitat policial i la repressió governamental.
Des del 23 de gener, diversos edificis del governador i consells regionals de les óblasti (províncies) d'Ucraïna occidental van ser ocupats en una revolta per part d'activistes Euromaidan. A les ciutats russòfones de Zaporíjia, Sumi, i Dnipropetrovsk, els manifestants també van intentar prendre els seus edificis del govern local, però es van trobar amb una considerable brutalitat policial.
D'acord amb les enquestes de desembre 2013 (de tres enquestadors diferents) entre el 45% i el 50% dels ucraïnesos donaven suport a l'Euromaidan, mentre que entre el 42% i el 50% s'hi oposaven. El suport més gran a la protesta es podia trobar a Kíiv (d'aproximadament el 75%) i a Ucraïna occidental (més del 80%). Entre els manifestants Euromaidan, el 55% eren de la zona occidental del país, amb el 24% del centre d'Ucraïna i el 21% de l'est.
En una enquesta duta a terme entre el 7 i 8 de desembre, un 73% dels manifestants s'havia compromès a seguir protestant a Kíiv durant tant de temps com fos necessari fins que les seves demandes fossin ateses. Aquest nombre havia augmentat fins al 82% el 3 de febrer de 2014. Les enquestes també mostraven que la nació es dividia per edats: mentre que la majoria dels joves estan a favor de la UE, les generacions de més edat (50 i més) més sovint preferien la Unió Duanera de Belarús, Kazakhstan i Rússia. Més del 41% dels manifestants estaven disposats a participar en la presa d'edificis administratius a partir de febrer, en comparació amb el 13 i 19 per cent durant les enquestes del 10 i 20 de desembre de 2013. Alhora, més del 50 per cent estan disposats a participar en la creació d'unitats militars independents, en comparació amb el 15 i 21 per cent en els últims estudis, respectivament. Segons una enquesta de gener, el 45% dels ucraïnesos donava suport a les protestes i el 48% dels ucraïnesos desaprovaven l'Euromaidan.

Segons va escriure la periodista Lecia Bushak en l'edició de 18 de febrer del 2014 de la revista Newsweek, 
"EuroMaidan s'ha convertit en alguna cosa molt més gran que només una resposta irada a la fallida política envers la UE. Es tracta ara d'expulsar Ianukóvitx i el seu govern corrupte; guiar Ucraïna lluny dels seus 200 anys de llarga, profundament entrellaçada i dolorosa relació amb Rússia, i defensar els drets humans bàsics com el de protestar, parlar i pensar lliurement i actuar pacíficament i sense l'amenaça del càstig."
Un punt d'inflexió es va produir a finals de febrer, quan un nombre suficient de membres del partit del president van fugir o van desertar quan van perdre la majoria al parlament ucraïnès. Això li va donar a l'oposició una majoria, i, finalment, una prou gran per a un quòrum. Aquest parlament permeté aprovar una sèrie de lleis que treien la policia de Kíiv, cancel·laven les operacions contra la protesta, restauraven la Constitució de 2004, alliberaven els presos polítics, i sotmetien a judici polític el president Ianukóvitx, el qual, a més, fou destituït el 22 de febrer i la Rada Suprema immediatament va acordar abolir la Llei de política lingüística de 2012, que establia que on un determinat idioma fos parlat per almenys 10% dels habitants, aquest idioma podia adquirir el rang de llengua cooficial. Ianukóvitch després, va fugir a la segona ciutat més gran d'Ucraïna, Khàrkiv i es negà a reconèixer les decisions del Parlament. Posteriorment, va reaparèixer a la ciutat russa de Rostov, pròxima a la frontera amb Ucraïna, i es va reafirmar en les seves declaracions anteriors, a més d'assenyalar que no es presentaria a les següents eleccions presidencials.
El Parlament va nomenar Oleksandr Turtxínov com a nou president d'Ucraïna de manera interina, i va convocar eleccions anticipades per al maig del 2014. Posteriorment, el Parlament va nomenar també el líder opositor Arseni Iatseniuk com a nou Primer Ministre fins a la celebració de les eleccions.

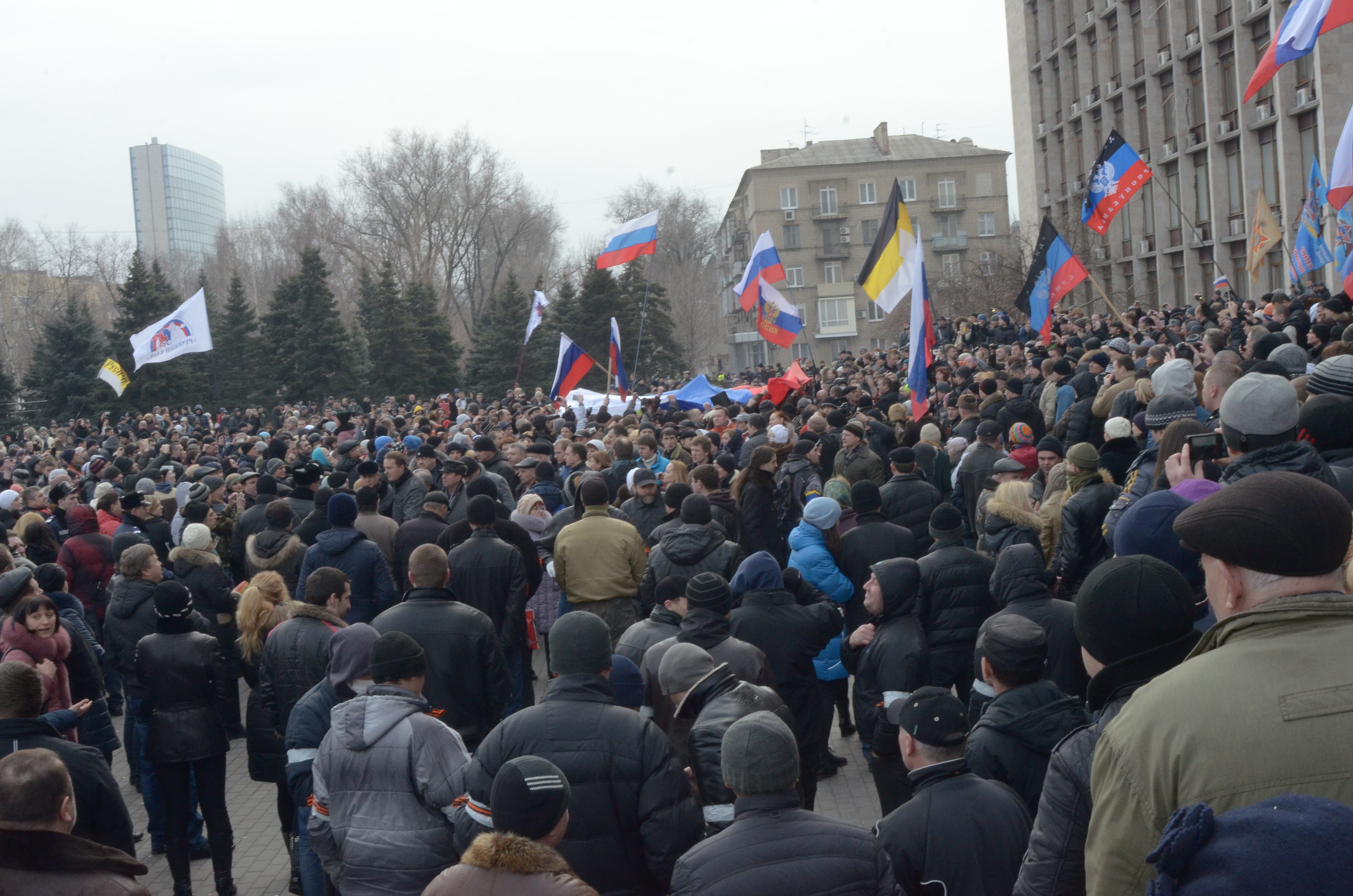
Protesta pro-russa davant el govern regional de Donetsk. 1 de març de 2014.

L'1 de març es van produir centenars de manifestacions a Khàrkiv, Donetsk, Odessa, Mikolaiv, Simferòpol i altres ciutats contra el nou govern. El 3 de març Turtxínov es va negar a signar la resolució sobre l'abolició de la política lingüística fins que la Rada no elaborés una nova.

## Rerefons

### Nom
El terme «Euromaidan» va ser utilitzat inicialment com un hashtag a Twitter. El primer dia de les protestes es va crear un compte de Twitter anomenat Euromaidan. Aviat es va fer popular en els mitjans de comunicació internacionals. El nom es compon de dues parts: «Euro» és l'abreviatura d'Europa i «Maidan» es refereix a Maidan Nezaléjnosti (plaça de la Independència), la principal plaça de Kíiv, on se centren les protestes. Durant les protestes, la paraula «Maidan» ha arribat a significar l'acte de la política pública en si mateix.

### Causes inicials
El 30 de març de 2012, la Unió Europea (UE) i Ucraïna van rubricar un Acord d'Associació; no obstant això, els líders de la UE més tard van declarar que l'acord no es ratificaria llevat que Ucraïna es preocupés per un «marcat deteriorament de la democràcia i l'Estat de dret", incloent-hi l'empresonament de Iúlia Timoixenko i Iuri Lutsenko el 2011 i 2012. En els mesos previs a les protestes el president d'Ucraïna Víktor Ianukòvitx va instar el parlament a adoptar lleis perquè Ucraïna pogués complir amb els criteris de la UE. L'1 de novembre del 2013 el President de la Rada Suprema (Parlament d'Ucraïna) Volodímir Ribak va declarar que estava segur que el seu parlament aprovaria totes les lleis necessàries per ajustar-se als criteris de la UE per l'Acord d'Associació, ja que «els projectes de llei sobre la integració europea han unit el Parlament».
A mitjans d'agost de 2013 Rússia va canviar els seus reglaments de duana a les importacions procedents d'Ucraïna de manera que el 14 d'agost de 2013, el Servei de Duanes de Rússia va immobilitzar tots els béns procedents d'Ucraïna. i incità els polítics i les fonts perquè veiessin el moviment com l'inici d'una guerra comercial contra Ucraïna per evitar que aquesta signés un acord comercial amb la Unió Europea. El Ministre de Política Industrial d'Ucraïna Mikhailo Korolenko va declarar el 18 de desembre 2013, que a causa d'això, les exportacions d'Ucraïna havien disminuït a $ 1400000000 (o un 10% de disminució, d'any en any, en els deu primers mesos de l'any). El Servei Estatal d'Estadístiques d'Ucraïna va informar el novembre de 2013 que, en comparació amb els mateixos mesos de 2012, la producció industrial a Ucraïna a l'octubre de 2013 havia caigut un 4,9 per cent, al setembre de 2013 en un 5,6 per cent, i a l'agost de 2013, d'un 5,4 per cent (i que la producció industrial a Ucraïna el 2012 total s'havia reduït en un 1,8 per cent).
El 21 de novembre de 2013 el Govern ucraïnès decretà la suspensió dels preparatius per a la signatura de l'acord d'associació. La raó que es va donar va ser que els mesos anteriors Ucraïna havia experimentat «una caiguda en la producció industrial i les relacions amb els països de la CEI».El Govern també va assegurar que «Ucraïna reprendrà la preparació de l'acord quan la caiguda de la producció industrial i de les nostres relacions amb els països de la CEI siguin compensats pel mercat europeu». Segons el primer ministre d'Ucraïna Mikola Azàrov «les condicions extremadament dures» per a un préstec (presentades per l'FMI el 20 de novembre del 2013), que incloïen grans retallades pressupostàries i un augment del 40% en les factures de gas, havien estat l'últim argument a favor de la decisió del govern d'Ucraïna de suspendre els preparatius per a la signatura de l'Acord d'Associació. El 7 de desembre de 2013, l'FMI va aclarir que no s'insistia en un augment, d'un sol cop, en les tarifes de gas natural a Ucraïna, d'un 40%, però recomanava que s'eleva gradualment fins a un nivell justificat econòmicament i alhora que es compensés els segments més pobres de la població per a les pèrdues causades per aquest augment mitjançant l'enfortiment de l'assistència social focalitzada. El mateix dia, el Representant Resident de l'FMI a Ucraïna Jerome Vacher va declarar que aquest préstec de l'FMI en particular seria de 4 mil milions de dòlars i que estaria vinculat amb «la política, el que eliminaria les desproporcions i estimulava el creixement».
El president Ianukóvitx va assistir a la cimera de novembre de 2013 28-29 de la UE a Vílnius (on originalment estava previst que se signés l'Acord d'Associació el 29 de novembre del 2013), però l'Acord d'Associació no va ser signat. Tant Ianukóvitx com funcionaris d'alt nivell de la UE van assenyalar que volien signar l'Acord d'associació en una data posterior.

### Opinió pública
D'acord amb un estudi d'agost de 2013, realitzat per l'empresa de Donetsk, Research & Branding Group, el 49% dels ucraïnesos dona suport a la signatura de l'Acord d'Associació, mentre que el 31% s'hi oposava i la resta no havia decidit encara. No obstant això, en una enquesta duta a terme al desembre per la mateixa empresa, només el 30% va afirmar que els termes de l'acord d'associació serien beneficiosos per a l'economia d'Ucraïna, mentre que el 39% va dir que eren desfavorables per a Ucraïna. En la mateixa enquesta, només el 30% va dir que l'oposició seria capaç d'estabilitzar la societat i governar bé el país, si arribava al poder, mentre que el 37% no hi va estar d'acord.
Els autors de l'enquesta duta a terme per GfK entre el 2 i el 15 d'octubre del 2013 afirmen que el 45% dels enquestats creu que Ucraïna ha de signar un acord d'associació amb la UE, mentre que només el 14% a favor d'unir-se a la Unió Duanera de Belarús, Kazakhstan i Rússia, i el 15% prefereixen no posicionar-se. El text complet de la qüestió relacionada amb la UE que va preguntar GfK diu: «Hauria de signar Ucraïna l'Acord d'Associació amb la Unió Europea, i, en un futur, convertir-se en un membre de la UE?"
Una altra enquesta duta a terme al novembre per l'IFAK d'Ucraïna per a DW-Trend va mostrar que el 58% dels ucraïnesos donaven suport a l'entrada del país a la Unió Europea. D'altra banda, una enquesta de novembre 2013 realitzada per l'Institut Internacional de Sociologia de Kíiv va mostrar un 39% de suport a l'entrada del país a la Unió Europea i un 37% de suport a l'adhesió d'Ucraïna a la Unió Duanera de Belarús, Kazakhstan i Rússia.

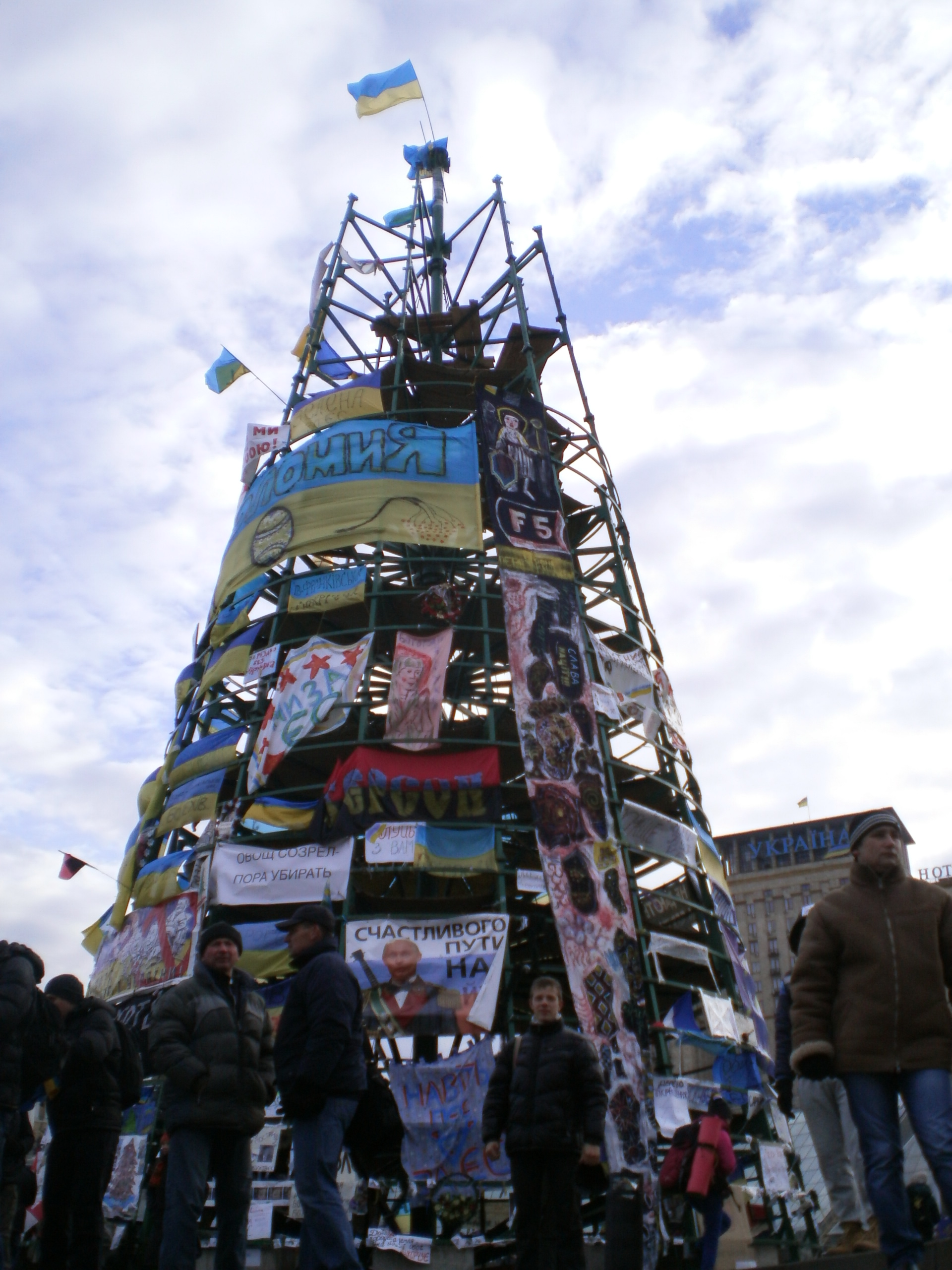
Kíiv el 12 de desembre: L'arbre de Nadal a la plaça de la Independència decorat per cartells realitzats pels manifestants

Llavors, al desembre de 2013, el primer ministre d'Ucraïna Mikola Azàrov refutà les xifres de les enquestes a favor de la UE afirmant que moltes enquestes feien preguntes sobre l'adhesió d'Ucraïna a la UE, i que Ucraïna mai no havia estat convidada a entrar a la Unió, sinó només a signar un Acord d'Associació.

### Comparació amb la Revolució Taronja

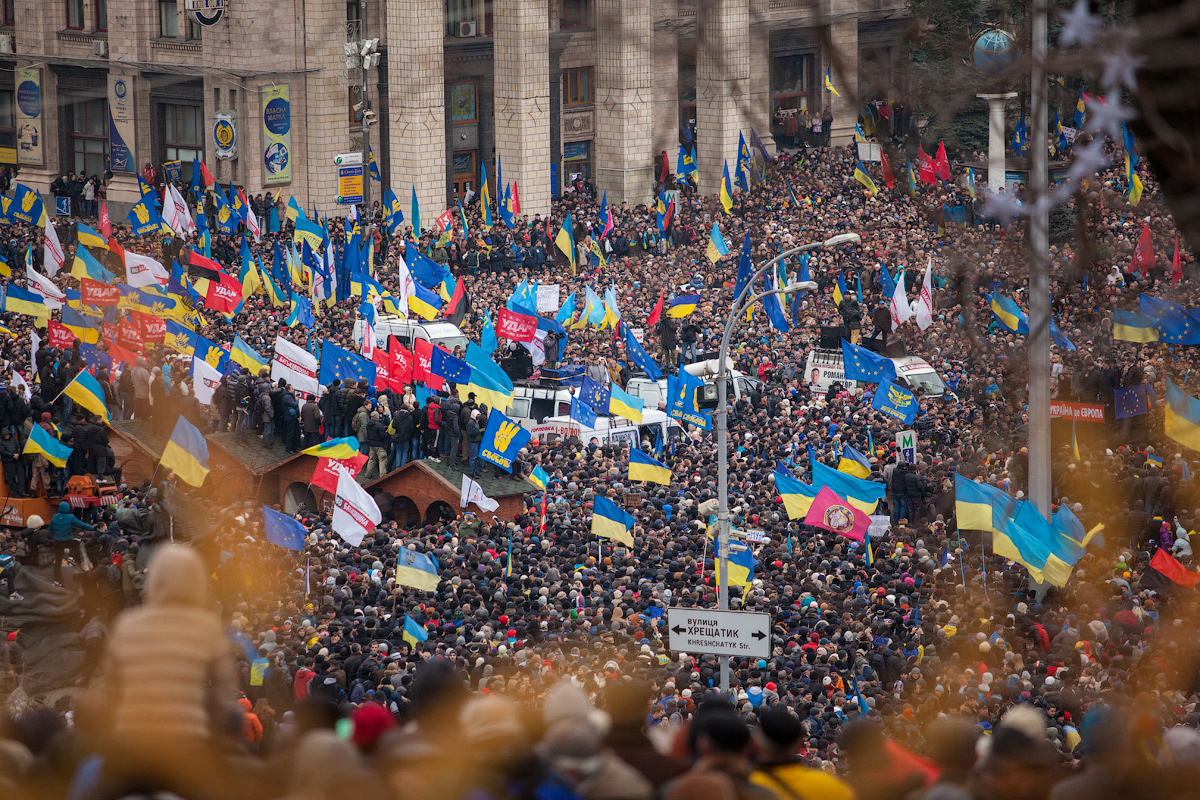
Manifestacions a favor de la UE a Maidan Nezaléjnosti, Kíiv

Les protestes pro-Unió Europea són les més grans d'Ucraïna des de la Revolució Taronja de 2004, que va contemplar com Ianukóvitx era obligat a dimitir com a primer ministre per acusacions d'irregularitats en la votació. Tot i la comparació dels esdeveniments del 2013 en el mateix vector Est-Oest com el 2004, amb Ucraïna romanent com «un premi geopolític clau a l'est d'Europa» per a Rússia i la UE, The Moscow Times feu notar que va assenyalar que el govern de Ianukóvitx estava en una posició molt més forta després de la seva elecció el 2010. El Financial Times va dir que les protestes del 2013 van ser «en gran part espontànies, provocades per les xarxes socials, i han agafat l'oposició política d'Ucraïna sense preparació» en comparació dels seus predecessors ben organitzats. El hashtag #euromaidan (ucraïnès #євромайдан, rus #евромайдан), sorgí immediatament en la primera manifestació de protesta i va ser altament utilitzat com un instrument de comunicació per als manifestants.Vitali Klitxkó va escriure en una piulada" Amics! Tots els que van venir a Maydan [Plaça de la Independència], ben fet! Qui no hagi tingut temps encara – que vingui ara! Hem de demostrar que nosaltres...» El hashtag protesta també va guanyar força a la xarxa de mitjans de comunicació social VKontakte, i Klitxkó va piular un enllaç a un discurs que va fer a la plaça on deia que un cop que la protesta fos de 100.000 persones, «anirem per Ianukóvitx» - en referència al president Víktor Ianukóvitx.
En una entrevista, el líder de l'oposició Iuri Lutsenko, quan se li va preguntar si l'actual oposició era més feble del que era el 2004, va argumentar que l'oposició era més forta perquè les apostes eren més altes.
| « | Li vaig preguntar a cadascun [dels líders de l'oposició]: "te n'adones que això no és una protesta? És una revolució […] tenim dos camins - anem a la presó o guanyem." | » |

Paul Robert Magocsi il·lustrà l'efecte de la Revolució Taronja a Euromaidan, dient: «Va ser la Revolució Taronja una veritable revolució? Sí, ho va ser. I veiem els efectes en l'actualitat. La revolució no va ser una revolució dels carrers o una revolució de les eleccions (polítiques), sinó que va ser una revolució de la ment de les persones, en el sentit que, per primera vegada en molt temps, els ucraïnesos i persones que viuen al territori d'Ucraïna van veure l'oportunitat de protestar i canviar la seva situació Aquesta va ser. un profund canvi en el caràcter de la població de l'antiga Unió Soviètica." L'historiador de Lviv Iaroslav Hritsak també va comentar sobre el canvi generacional:
| « | Aquesta és una revolució de la generació que anomenem els contemporanis de la independència d'Ucraïna (que van néixer en l'època de 1991); s'assembla més a les protestes d'Occupy Wall Street o a les manifestacions a Istanbul (d'aquest any). És una revolució dels joves que estan molt ben educats, de les persones actives en els mitjans de comunicació social, que són mòbils i el 90 per cent dels quals tenen títols universitaris, però que no tenen futur." Segons Hrytsak: "Els joves ucraïnesos s'assemblen als joves italians, txecs, polonesos o alemanys més que no pas als ucraïnesos majors de 50 anys. Aquesta generació té un fort desig d'integració europea i menys divisions regionals que els seus pares". | » |

En una enquesta de l'Institut Internacional de Sociologia de Kíiv realitzada al setembre, l'adhesió a la Unió Europea rebia el suport majoritari dels joves ucraïnesos (69,8% dels joves de 18 a 29 anys), un percentatge més alt que la mitjana nacional de suport del 43,2%. Una enquesta de novembre 2013 feta pel mateix institut va obtenir el mateix resultat amb el 70,8% de persones de 18 a 29 anys que es mostraven partidaris de l'ingrés a la Unió Europea, mentre que aquesta opció va obtenir un suport del 39,7% en la mitjana nacional. Un estudi d'opinió dirigit per GfK entre el 2 i el 15 d'octubre va assenyalar que entre els enquestats d'edats compreses entre 16 i 29 anys, el percentatge de suport a l'Acord d'Adhesió a la UE era del 73%, mentre que només el 45% dels majors de 45 anys es mostraven favorables a l'Associació. El menor suport a la integració europea fou observat entre les persones amb educació secundària i superior incompleta.

### Protesta o revolució?
Hi ha una discussió d'experts en curs sobre si el moviment Euromaidan constitueix una revolució, i molts líders de la protesta (com Oleh Tiahnibok) ja utilitzen aquest terme sovint en adreçar-se al públic. Tiahnibok va fer una crida, en una roda de premsa oficial l'1 de desembre, als agents de la policia i als membres de les forces armades perquè desertessin en favor de 'la revolució ucraïnesa'.
En una entrevista via Skype amb l'analista de mitjans de comunicació Andrii Holovati, Vitali Portnikov, Membre del Consell de l'Aliança Nacional «Maidan", i president i editor en cap de la cadena de televisió ucraïnesa TVi, va dir que «EuroMaidan és una revolució i les revolucions poden prolongar-se durant anys «i que» el que succeix a Ucraïna és molt més profund. Canvia l'estructura nacional d'Ucraïna."
Importants mitjans de comunicació de la regió l'han batejat com l'evolució del moviment,Eurorevolució (ucraïnès: Єврореволюція). El 10 de desembre, el president Viktor Ianukóvitx va declarar: «les crides a una revolució són una amenaça per a la seguretat nacional». L'antic president de Geòrgia Mikheil Sakaixvili ha descrit el moviment com «la primera revolució geopolítica del segle 21."
El politòleg Anders Åslund comentà sobre aquest aspecte: «les èpoques revolucionàries tenen la seva pròpia lògica que és molt diferent de la lògica de la política ordinària, tal com ens han ensenyat escriptors des d'Alexis de Tocqueville a Crane Brinton. El primer que cal entendre sobre l'actual Ucraïna és que s'ha entrat en una etapa revolucionària. Ens agradi o no, hem tingut millor tracte amb el nou entorn de forma racional."

## Demandes
El 29 de novembre, una resolució formal per part dels organitzadors de la protesta va proposar el següent:
1. Formar un comitè de coordinació per comunicar-se amb la Comunitat Europea.
2. Indicar que el president, el parlament i el Consell de Ministres no són capaços de dur a terme un curs geopolíticament estratègic de desenvolupament per a l'Estat i demana a la renúncia de Iaunkóvitx.
3. Exigir el cessament de la repressió política contra activistes EuroMaidan, estudiants, activistes cívics i líders de l'oposició.

La resolució va declarar que l'1 de desembre, durant el 22è aniversari del referèndum d'independència, que el grup es reunirà al migdia a la Plaça de la Independència per anunciar les seves accions posteriors.
Després de la dispersió policial forçada de tots els manifestants de Maidan Nezaléjnosti en la nit del 30 de novembre, el cessament del Ministre de l'Interior Vitali Zakhartxenko es va convertir en una de les principals demandes dels manifestants.
Una petició provinent de la Casa Blanca estatunidenca on es demanaven sancions exigents contra Víktor Ianukóvitx i els ministres del govern d'Ucraïna va aconseguir més de 100.000 signatures en quatre dies.
Estudiants ucraïnesos a tot el país també van exigir la destitució del Ministre d'Educació Dmitró Tabàtxnik.
El 5 de desembre, el líder de la facció Batkivsxina Arseni Iatseniuk va declarar: «Les nostres tres demandes a la Rada Suprema i al president es mantenen sense canvis: la dimissió del govern, l'alliberament de tots els presos polítics, primer i sobretot, [l'alliberament de l'exprimera ministra ucraïnesa] Iúlia Timoixenko, i [l'alliberament] de nou persones [que van ser condemnats il·legalment després d'estar presents en una concentració al carrer Bankova l'1 de desembre]; la suspensió de tots els casos penals, i la detenció de tots els Berkut els oficials que van participar en la pallissa il·legal de nens a Maidan Nezaléjnosti». L'oposició també va exigir que el govern reprengués les negociacions amb l'FMI per a un préstec que ells veien com a clau per ajudar Ucraïna «a través dels problemes econòmics que han fet de Ianukóvitx s'inclini cap a Rússia».

## Cronologia dels esdeveniments

### Aldarulls a Kíiv
El moviment de protesta Euromaidan va començar el 21 de novembre de 2013, com una protesta pacífica. El 30 de novembre de 2013, les protestes van ser dispersades violentament per unitats de la policia antiavalots (Berkut), el que va desencadenar disturbis l'endemà a Kíiv. L'1 de desembre de 2013, els manifestants van reocupar la plaça i cap a mitjans de desembre es van seguir produint nous enfrontaments amb les autoritats i ultimàtums polítics de l'oposició. Això va culminar en una sèrie de lleis contra la protesta del govern el 16 de gener de 2014, i altres disturbis al carrer Hruixevskoho. A princips de febrer del 2014 va esclatar una boma a l'edifici de la «Casa dels Sindicats» a Kíiv, i es van començar a formar escamots d'"autodefensa» de manifestants.

### Protestes a tot Ucraïna
|                 |                  |                |                 |
| Ciutat          | Pic d'assistents | Data           | Ref.            |
| Kíiv            | 400,000–800,000  | 1 Dec          | [ 44 ]          |
| Lviv            | 50,000           | 1 des          | [ 129 ]         |
| Txerkassi       | 20,000           | 23 gen         | [ 130 ]         |
| Ternópil        | 10,000+          | 8 des          | [ 131 ]         |
| Lutsk           | 8,000            | 1 des          | [ 132 ]         |
| Dnipropetrovsk  | 5,000–7,000      | 8 des          | [ 42 ] [ 133 ]  |
| Ivano-Frankivsk | 5,000+           | 8 des          | [ 134 ]         |
| Sumi            | 5,000+           | 25 de gener    | [ 135 ]         |
| Khàrkiv         | 5,000            | 1 des          | [ 136 ]         |
| Poltava         | 5,000            | 24 des         | [ 137 ]         |
| Zaporíjia       | 5,000            | 8 des          | [ 138 ]         |
| Txernivtsí      | 4,000–5,000      | 1 des          | [ 132 ]         |
| Rivne           | 3,000–5,000      | 2 des          | [ 139 ]         |
| Mukatxeve       | 3,000            | 24 nov         | [ 140 ]         |
| Odessa          | 2,500            | 15 feb         | [ 141 ]         |
| Bila Tserkva    | 2,000+           | 24 gen         | [ 142 ]         |
| Sambir          | 2,000+           | 1 des          | [ 143 ]         |
| Khmelnitski     | 2,000            | 8 des          | [ 134 ]         |
| Vínnitsia       | 2,000            | 8 des - 22 gen | [ 144 ]         |
| Jitòmir         | 2,000            | 23 gen         | [ 145 ]         |
| Kirovohrad      | 1,000            | 8 des -24 gen  | [ 137 ] [ 146 ] |
| Krivi Rih       | 1,000            | 1 des          | [ 147 ]         |
| Luhansk         | 1,000            | 8 des          | [ 148 ]         |
| Újhorod         | 1,000            | 24 gen         | [ 149 ]         |
| Drohòbitx       | 500–800          | 25 nov         | [ 150 ]         |
| Kherson         | 600+             | 8 des          | [ 151 ]         |
| Simferòpol      | 500+             | 8 des -28 gen  | [ 138 ] [ 152 ] |
| Mikolaiv        | 500              | 24 gen         | [ 153 ]         |
| Mariúpol        | 400              | 26 gen         | [ 154 ]         |
| Donetsk         | 300              | 1 gen          | [ 155 ]         |
| Txerníhiv       | 150–200          | 22 nov         | [ 156 ]         |
| Vassilkiv       | 70               | 4 des          | [ 157 ]         |
| Ialta           | 50               | 20 feb         | [ 158 ]         |

En una protesta que va tenir lloc el 24 de novembre a Ivano-Frankivsk, milers de manifestants es van aplegar a l'edifici de l'administració regional. No es van fer classes a les universitats de les ciutats d'Ucraïna occidental com Lviv, Ivano-Frankivsk i Újhorod. També hi va haver protestes en altres grans ciutats d'Ucraïna: Khàrkiv, Donetsk, Dnipropetrovsk, Luhansk, Lviv i Újhorod. La manifestació a Lviv en suport de la integració d'Ucraïna a la UE va ser iniciada pels alumnes de les universitats locals. Aquesta manifestació aplegà entre 25-30000 manifestants a la Prospekt Svobodi (Avinguda de la Llibertat) a Lviv. Els organitzadors planejaven continuar aquesta mobilització fins a la tercera cimera de l'Associació Oriental a Vílnius, Lituània, els dies 28-29 de novembre de 2013. Una concentració a Simferòpol, que va atreure al voltant de 300, va contemplar com els nacionalistes i tàtars de Crimea s'unien per donar suport a la integració europea; els manifestants van cantar tant l'himne nacional ucraïnès com l'himne dels fusellers ucraïnesos de la Sitx.
Set persones van resultar ferides després que 40 tituixki (matons) van atacar un campament de tendes a Dnipropetrovsk; un tribunal n'havia ordenat l'aixecament el 25 de novembre. Els funcionaris estimaren que el nombre d'atacants podia haver estat de 10-15, i la policia no va intervenir en els atacs. De la mateixa manera, la policia d'Odessa ignorar les crides per aturar la demolició de campaments Euromaidan a la ciutat per un grup de 30, i en comptes d'això el que va fer va ser desmantellar-ho tot. 50 policies i homes vestits de civil també van dur a terme una protesta Euromaidan a Txerníhiv el mateix dia.
El 25 de novembre, a Odessa, 120 policies van aplanar i van destruir un campament de tendes fetes pels manifestants a les 5:20 del matí. La policia va detenir tres dels manifestants, entre ells el líder de la branca d'Odessa d'Aliança Democràtica, Aleksei Txorni. Els tres van ser colpejats en el vehicle de la policia i després portats a la comissaria de policia de Portofrankovsk sense que la seva arribada fos enregistrada. La decisió es va produir després que el Tribunal Administratiu de Districte hagués emès unes hores abans una prohibició que restringia el dret dels ciutadans a reunir-se pacíficament fins a l'Any Nou. La decisió judicial suposava una prohibició general de totes les manifestacions, l'ús de tendes de campanya, equips de so i vehicles fins a finals d'any.
El 26 de novembre es va celebrar una manifestació de 50 persones a Donetsk.
El 28 de novembre, va tenir lloc una manifestació a Ialta; els professors universitaris que van assistir van ser pressionats a renunciar per les autoritats universitàries.
El 29 de novembre, els manifestants a Lviv sumaven uns 20.000. Igual que a Kíiv, van unir les seves mans en un cadena humana, que unia simbòlicament Ucraïna a la Unió Europea (els organitzadors van afirmar que unes 100 persones, fins i tot van travessar la frontera entre Ucraïna i Polònia per estendre la cadena a la Unió Europea).

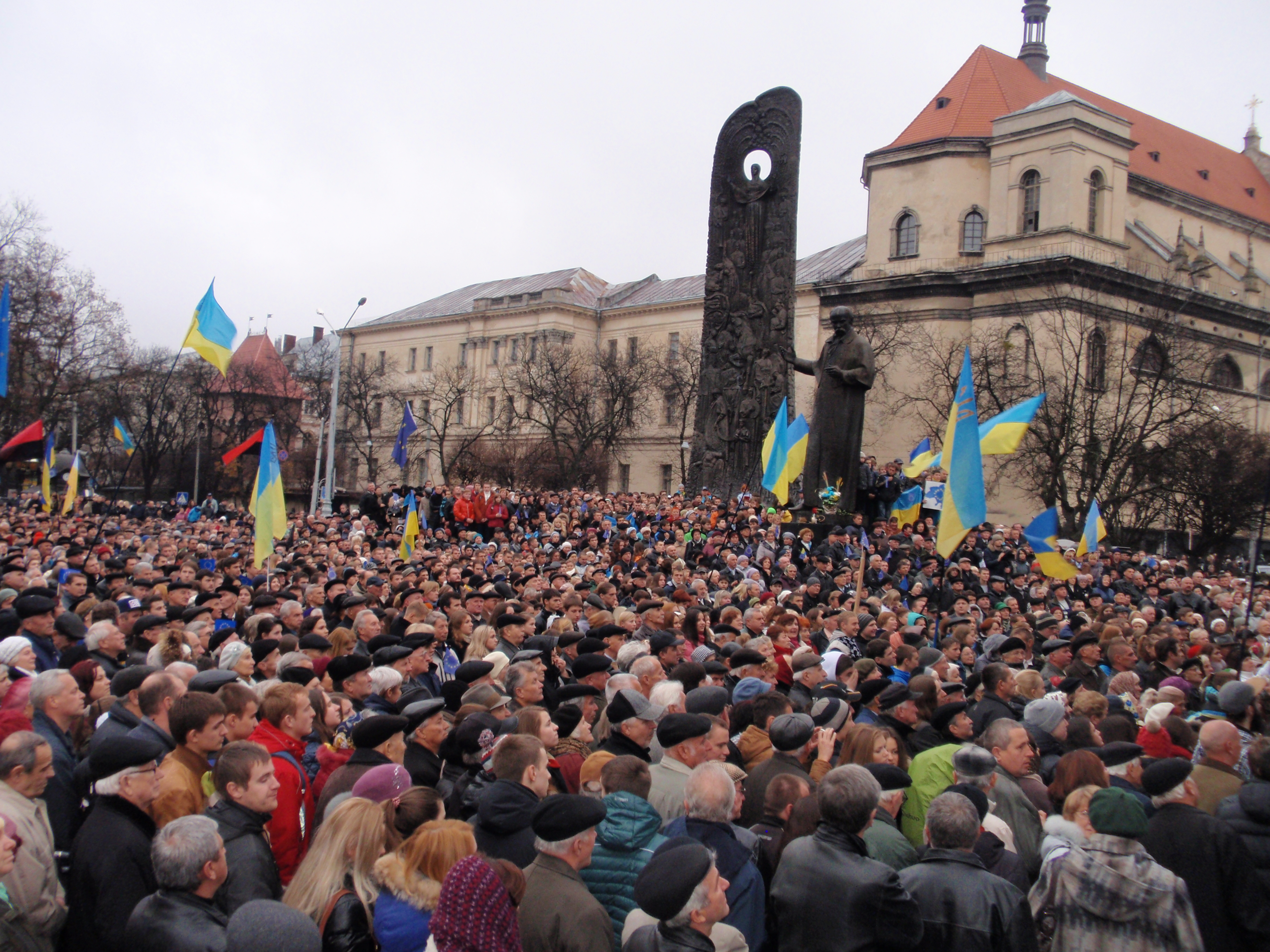
Les majors protestes pro-Unió Europea fora de Kíiv han tingut lloc al monument de Taràs Xevtxenko a Lviv

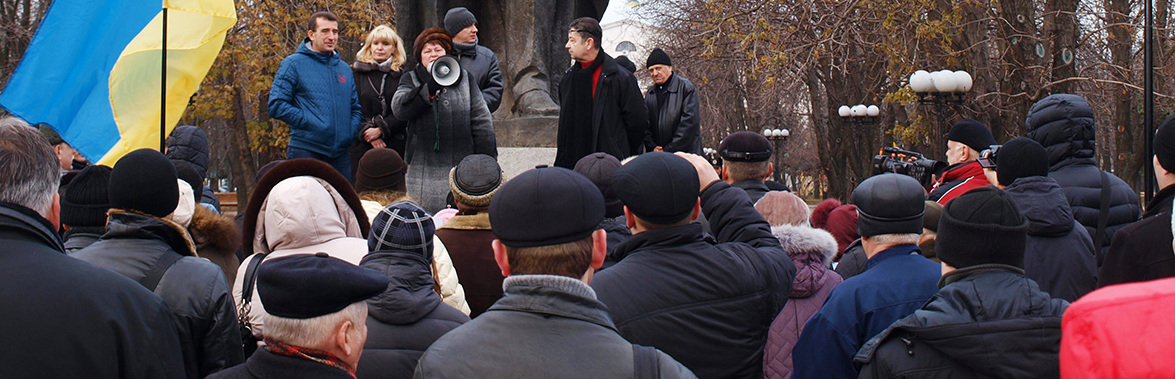
Manifestacions proeuropees a Luhansk

L'1 de desembre, la major concentració als afores de Kíiv va tenir lloc a Lviv davant l'estàtua de Taràs Xevtxenko, on van assistir més de 50.000 manifestants. L'alcalde Andrii Sadovi, el president del consell Peter Kolody i prominents figures públiques i polítiques van ser-hi presents. S'estima que unes 300 persones es van manifestar a la ciutat oriental de Donetsk exigint que el president Víktor Ianukóvitx i el govern del primer ministre Mikola Azàrov dimitissin. Mentrestant, a Khàrkiv, milers es van reunir amb l'escriptor Serhi Jadan, durant un discurs, on feren crides a la revolució. La protesta va ser pacífica. Els manifestants afirmaren que almenys eren uns 4.000, mentre altres fonts parlaren d'uns 2,000. A Dnipropetrovsk, 1000 persones es van reunir per protestar per la suspensió d'acord amb la UE, mostrar la seva solidaritat amb els de Kíiv, i exigir la renúncia dels funcionaris locals i metropolitans. Més tard se'n van anar, cridant «Ucraïna és Europa» i «Revolució». També es van produir manifestacions EuroMaidan a Simferòpol (on van assistir 150-200), i Odessa.
El 2 de desembre, en un acte de solidaritat, la província de Lviv declarà una vaga general per tal de mobilitzar el suport a les protestes a Kíiv, que va ser seguit per l'ordre formal d'una vaga general a les ciutats de Ternópil i Ivano-Frankivsk.
A Dnipropetrovsk, el 3 de desembre, un grup de 300 persones va protestar a favor de la integració europea i va exigir la renúncia de les autoritats locals, caps d'unitats de policia local, i el Servei de Seguretat d'Ucraïna (SBU).
El 7 de desembre es va informar que la policia estava prohibint que es conduís des de Ternópil i Ivano-Frankivsk cap a Kíiv.
Les protestes, el 8 de desembre van registrar participació en moltes ciutats d'Ucraïna, incloent diversos a l'est d'Ucraïna. A la nit, va tenir lloc la caiguda del monument a Lenin a Kíiv. L'estàtua feta de pedra va ser completament tallat en trossos pels manifestants joiosos.
El 9 de desembre, una estàtua de Vladimir Lenin va ser destruït a la ciutat de Kotovsk de l'óblast d'Odessa. A Ternópil, organitzadors d'Euromaidan van ser processats per les autoritats.
El 14 de desembre, els partidaris Euromaidan a Khàrkiv van expressar la seva desaprovació de les autoritats que havien tancat la Plaça de la Llibertat al públic, cobrint la tanca metàl·lica amb pancartes. Des de llavors, han estat 5 les víctimes de robatori i incendi. Un activista Euromaidan a Khàrkiv va ser atacat per dos homes i apunyalat 12 vegades. Els assaltants eren desconeguts però els activistes van dir a l'organització cívica Maidan amb seu a Khàrkiv que creien que l'alcalde de la ciutat, Gennadi Kernes, estava darrere de l'atac.
El 22 de desembre, 2,000 persones s'aplegaren a Dnipropetrovsk.
A finals de desembre, 500 persones van marxar a Donetsk. A causa de l'hegemonia del règim a la ciutat, els comentaristes estrangers van suggerir que, «Aplegar manifestants a reunir a Donetsk és l'equivalent a 50.000 a Lviv o 500.000 a Kíiv."
El 5 de gener, es van celebrar marxes de suport a Euromaidan a Donetsk, Dnipropetrovsk, Odessa i Khàrkiv; les tres últimes aplegaren centenars de persones i Donetsk 100.
L'11 de gener de 150 activistes es van reunir a Khàrkiv per a un fòrum general sobre com unir els esforços Euromaidan a nivell nacional. A una església on alguns estaven congregats hi van irrompre més d'una dotzena de matons, i altres atacaren les reunions en una llibreria, trencaren finestres i llançaren gasos lacrimògens per impedir que tinguessin lloc les reunions Maidan.

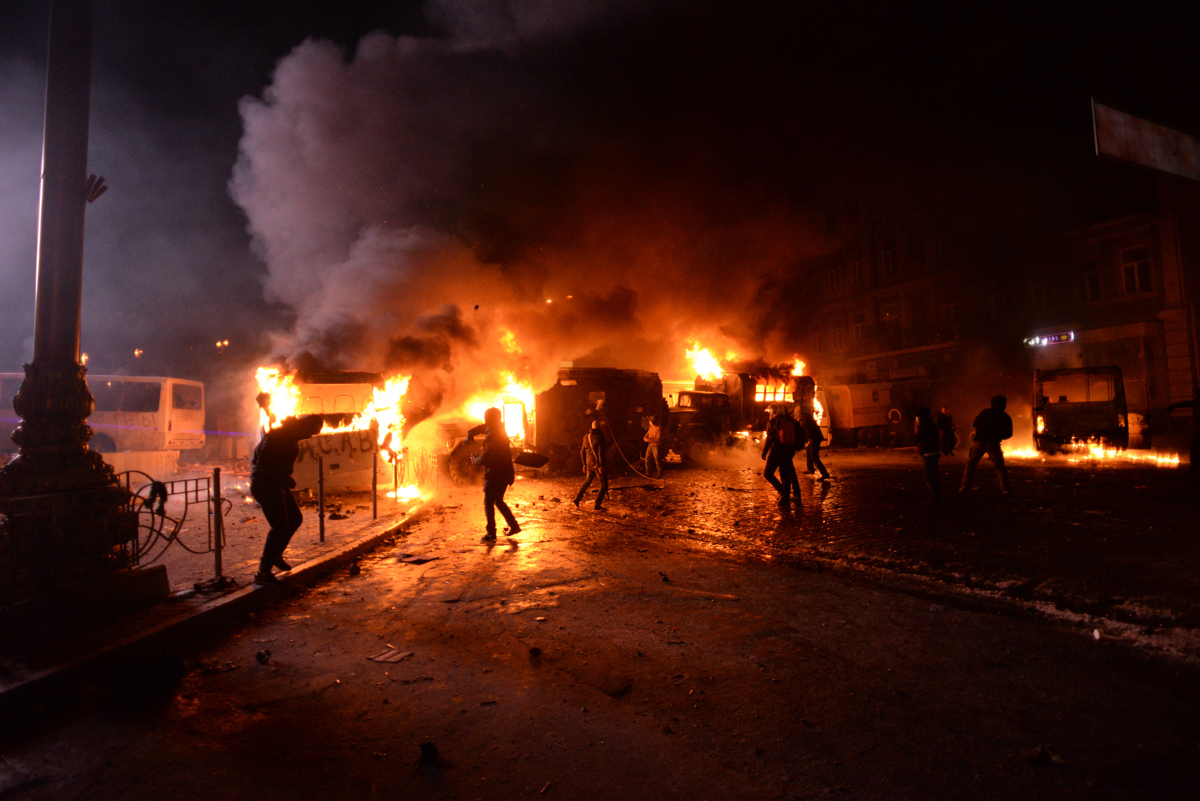
Xocs de la policia amb els manifestants

El 22 de gener, a Donetsk, es van celebrar dues manifestacions simultànies - una pro-Euromaidan i una a favor del govern. La manifestació a favor del govern va atreure 600 assistents i 100 la del bàndol Euromaidan. Els informes policials van afirmar que 5000 van assistir per donar suport al govern, i 60 a Euromaidan. A més, aproximadament 150 tituixki van aparèixer i van envoltar els manifestants Euromaidan amb megàfons, i van començar un conflicte, amb la crema de garlandes i banderes del Partit de la Llibertat, i amb crits de: «A baix els feixistes!", Però van ser separats per la policia. Mentrestant, l'Ajuntament de Donetsk va suplicar al govern perquè prengués mesures més dures contra els manifestants Euromaidan a Kíiv. Diversos informes indicaren que es va dur a terme una apagada informativa a Donetsk.
A Lviv el 22 de gener, enmig dels trets de la policia contra els manifestants a la capital, les casernes militars van ser envoltades pels manifestants. Molts dels manifestants incloïen mares amb fills que estaven servint a l'exèrcit, i els van pregar que no es despleguessin a Kíiv.
A Vinnítsia el 22 de gener milers de manifestants van bloquejar el carrer principal de la ciutat i el trànsit. A més, van portar la «democràcia al taüt» per a l'ajuntament, com un regal a Ianukóvitx.
El 23 gener, el cotxe del regidor d'Odessa i activista Euromaidan Oleksandr Ostapenko va patir un atemptat amb bomba.
L'alcalde de Sumi va donar el seu suport als moviments Euromaidan el 24 de gener, i va donar la culpa del desordre civil a Kíiv al Partit de les Regions i als comunistes.
El 28 de gener al voltant de 500 tàtars de Crimea va assistir a una manifestació en suport d'Euromaidan a Simferòpol.

#### Ocupació d'edificis administratius
Des de 23 de gener, diversos edificis del governador i de consells regionals a les óblasti (províncies) d'Ucraïna occidental (ARE) ) han estat ocupats per activistes Euromaidan. Diversos ARE de les óblasti ocupades llavors decidiren de prohibir les activitats i símbols del Partit Comunista d'Ucraïna i el Partit de les Regions en la seva óblast. A les ciutats de Zaporíjia, Dnipropetrovsk i Odessa el manifestants també van tractar de prendre les seves ARE locals.

### Protestes fora d'Ucraïna
Es van produir altres protestes més petites o Euromaidans a nivell internacional, sobretot entre les grans poblacions de la diàspora ucraïnesa a Amèrica del Nord i Europa. La major va tenir lloc el 8 de desembre a Nova York, amb més de 1.000 assistents. Cal destacar també que el desembre del 2013 el Palau de la Cultura i la Ciència de Varsòvia, l'edifici de la Buffalo Electric Vehicle Company de Buffalo, el Centre Cira de Filadèlfia, l'Ajuntament de Tbilisi a Geòrgia, i les Cataractes del Niàgara en la frontera dels Estats Units i el Canadà foren il·luminats en blau i groc com a símbol de solidaritat amb Ucraïna.

### Manifestacions progovernamentals
Ha estat àmpliament acreditat que les manifestacions progovernamentals durant l'Euromaidan han estat finançades pel govern. Diversos mitjans de comunicació han investigat les reclamacions que confirmen que, en general, els assistents a les manifestacions a favor del govern ho fan per una compensació financera, i no per raons polítiques, i no són una resposta orgànica a l'Euromaidan. «La gent que s'està a l'Euromaidan protestarcontra la violació dels drets humans a l'estat, i estan disposats a fer sacrificis", va dir Oleksi Haran, un politòleg de la Kíiv Mohila a Kíiv. «Els anti-Maidan només s'hi estan per diners. El govern utilitza aquests mercenaris per provocar resistència. Aquests no voldrien sacrificar res."

#### Manifestacions progovernamentals del novembre
Una contra protesta pro-governamental va aplegar 10.000 persones el 25 de novembre. El Partit de les Regions suposadament va pagar 100 hrivni als seus seguidors perquè participessin en una manifestació de tres hores, on els partidaris demanaven «la construcció d'Europa a Ucraïna [...], però en termes i condicions favorables per a Ucraïna».
 Segons el Kyiv Post, els manifestants portaven pancartes amb contingut homòfob i anti-UE. El 29 de novembre va tenir lloc una forta manifestació pro-governamental de dues hores a la Plaça d'Europa. El diputat del Partit de les Regions Vladislav Lukiànov va dir a la multitud «Estic segur que el nostre moviment a Europa no canviarà mai. Donem suport a aquesta elecció. Deixeu que la terra s'esmicoli amb els nostres passos. Junts guanyarem». El Kyiv Post també va informar
que es van donar incentius per assistir i descrigué els assistents com si aparentment «fossin uns sense sostre; encara més: semblen beguts. La multitud està formada principalment per homes." Euronews va parlar dels molts que havien estat «traslladats en autobús des de l'est del país on el sentimen pro-rus és fort. També portaven banderes nacionals, així com les del governant Partit de les Regions .. « Molts dels manifestants es van negar a parlar amb Euronews.
El 30 de novembre, diversos milers de manifestants van ser portats a Khàrkiv en autobusos per organitzar una manifestació de suport al govern en la Plaça de la Llibertat. Es van comptar uns 170 autobusosen aquell lloc i el nombres d'assistents va ser, pel que sembla i d'acord amb els organitzadors, de més de 70.000; les agències de notícies van informar que la multitud podria haver estat de 40.000 persones. L'esdeveniment va durar 1 hora. Diversos informes indicaren que es van pagar 50 hrivni als assistents perquè hi anessin, i els informes indiquen que molts eren treballadors del sector públic que no van assistir per la seva pròpia voluntat. La manifestació va ser alhora pro-administració i integració europea.
Una manifestació en suport del president Ianukóvitx, organitzada per l'Administració Regional de l'Estat de Donetsk i el Partit de les Regions s'havia de celebrar a Donetsk el 2 de desembre, però va ser cancel·lada perquè no hi havia prou gent per a organitzar-la.
El 3 de desembre, 1,000 persones van assistir a una manifestació a Kíiv organitzada pel Partit de les Regions per donar suport al president. El mateix dia, es va informar pels periodistes de Espreso.tv que una concentració del Partit de les Regions organitzada a Kíiv estava pagant 200 hrivni als participants a través d'ofertes de treball en línia.
El 4 de desembre, 15.000 persones es van manifestar a Donetsk en suport del president, moltes de les quals van ser traslladades en autobús. El Partit de les Regions va negar qualsevol acusació de forçar a ningú a assistir-hi.

#### Manifestacions progovernamentals del desembre al Parc de Mariinsky

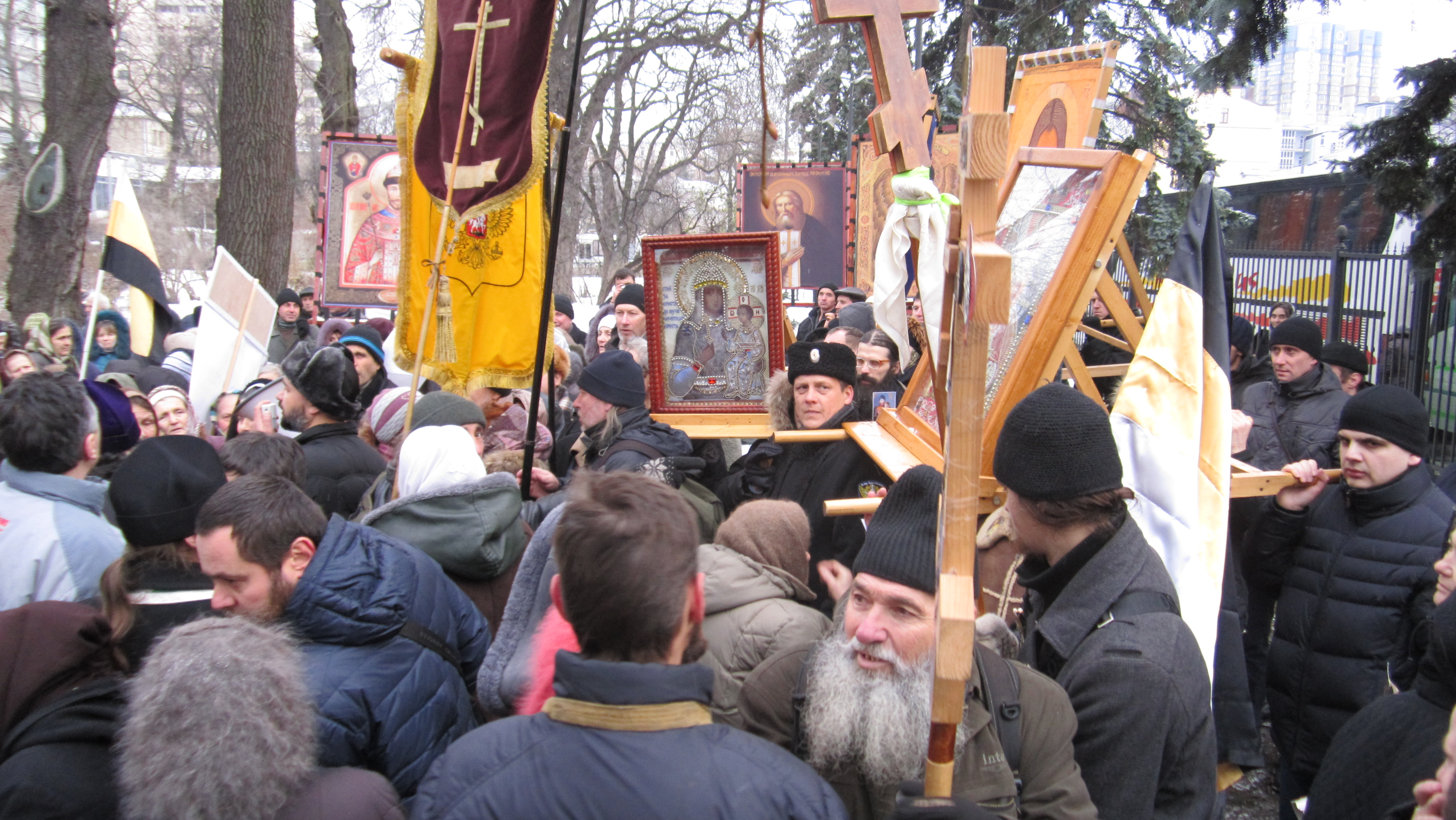
Manifestants russos ortodoxos anti-Maidan onejant banderes de la Rússia Imperial i estendards ortodoxos

Una acció de muntar tendes de campanya i manifestacions en suport del president Víktor Ianukóvitx, i per iniciativa del Partit de les Regions va començar el 3 de desembre al Parc de Mariinski, situat prop de l'efifici de la Rada Suprema (el parlament). El servei de premsa del Partit de les Regions va informar el diumenge 6 de desembre que més de 15.000 persones participaren en una manifestació a favor del govern ucraïnès. Segons la policia local, hi havia unes 3,000 persones al parc el dia abans, i la premsa estimà el nombre en uns 2.000 assistents. La policia va custodiar estretament aquest esdeveniment, no només davant dels manifestants anti-governamentals, sinó també de qualssevol periodistes i tafaners.
Segons Segódnia, les persones que van assistir a l'esdeveniment progovernamental del Parc Marinsky van ser contractades o obligades a assistir, i els van obligar a romandre durant un temps predeterminat. En un incident ocorregut el 8 de desembre, es va obligar els manifestants a estar-se a la manifestació en contra de la seva voluntat per part de la seguretat armada.
Parlant sota condició d'anonimat al Kyiv Post, un dels manifestants, va dir que als participants de la manifestació se'ls pagava 300 hrívnia o més, per la qual cosa tenien l'oportunitat de guanyar diners sense haver d'anar a treballar. També va recordar casos en què no se'ls deixà fora de la manifestació durant tot el dia, mentre que a l'interior del campament hi havia una acumulació d'escombraries a terra i banys bruts. Mark MacKinnon, corresponsal internacional d'alt nivell per a The Globe and Mail, va intentar entrevistar una manifestant a la marxa anti-Maidan, però tot i que aquesta s'hi va negar, la manifestant li va indicar que ella en realitat recolzava les protestes Euromaidan.
Al parlament, el 13 de desembre, el líder d'Svoboda Oleh Tiahnibok va dir que la gent en nòmina del govern en salut, educació i altres sectors estaven sent intimidats perquè vinguessin a una manifestació a favor del govern planejada aquell cap de setmana; el president de la Rada i membre del Partit de les Regions Volodímir Ribak va respondre, dient que és un error pressionar la gent i que això s'havia d'aturar.
El 23 de desembre la manifestació pro-governamental va finalitzar.

#### Manifestació progovernamental del 14–15 de desembre a la Plaça d'Europa

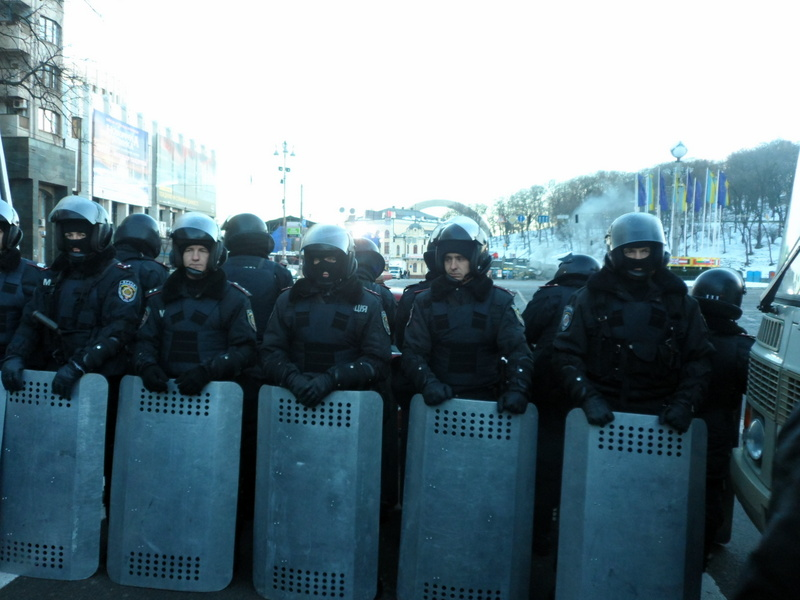
La policia vigila l'entrada al lloc de manifestació dels 'AntiMaidan' a la Plaça d'Europa, Kíiv, en el matí del 14 de desembre

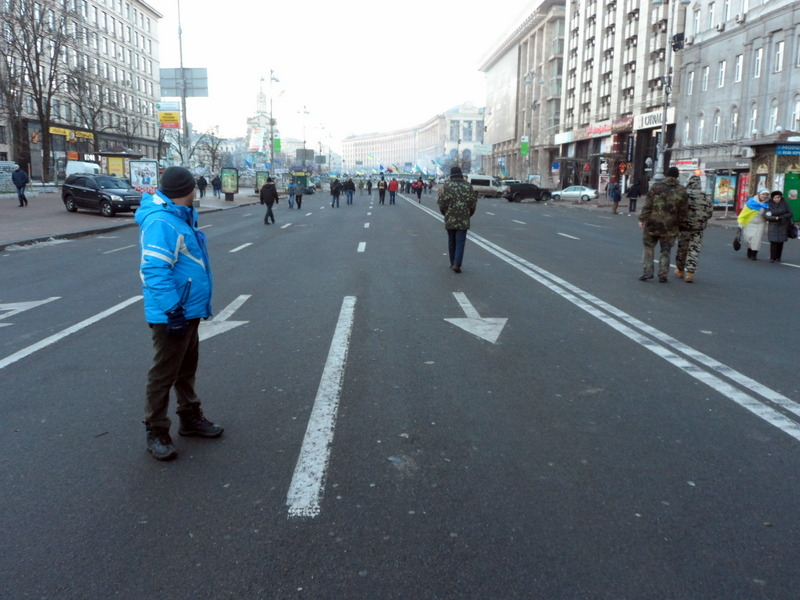
El «passadís» a Khresxatik entre els Euromaidan i les manifestacions anti Maidan, mirant cap a la Maidan Nezaléjnosti, 8:00 am, 14 desembre.

El 14 de desembre, el Partit de les Regions va anunciar la seva intenció de celebrar una manifestació a la Plaça d'Europa, sota el lema «Salvem Ucraïna" La decisió de crear una segona manifestació a la ciutat pels funcionaris va ser condemnada per l'expresident Leonid Kravtxuk. D'acord amb funcionaris del partit, s'esperava que 20.000 persones vinguessin de Donetsk i 10.000 de l'óblast de Dnipropetrovsk. S'esperava també que en vinguessin moltes altres de Crimea, l'óblast d'Odessa i d'altres regions. En el període previ a la reunió, es va informar el 12 de desembre que «milers» de residents de Dnipropetrovsk (majoritàriament empleats del govern, estudiants d'escoles tècniques i atletes) viatjaven a Kíiv per participar en les manifestacions progovernamentals. Els entrevistats van dir que ho estaven fent a contracor, i només durant dos dies, a canvi d'un pagament de UAH₴400–500 per dia. També es va informar que els empleats estatals van ser obligats a unir-se al grup sota amenaça d'acomiadament.>En el dia de la manifestació, el diputat de l'UDAR Roman Txereha va acusar els funcionaris d'incorporar nens dels albergs, amb la promesa de donar-los menjar i refugi. El 13 de desembre, l'organització regional de Donetsk del Partit de les Regions, va dir que a les persones que volguessin traslladar-se a Kíiv se'ls proporcionaran racions d'aliments i serien transportades en un tren especialment reservat, pagat pel partit. En Odessa, diversos trens que transportaven aproximadament 3000 persones van partir de la ciutat portant estudiants i mestres a participar en la manifestació a favor del govern; entre els estudiants, alguns de l'Acadèmia de Dret d'Odessa, van admetre que rebrien crèdit escolar per assistir-hi, mentre que altres podrien rebre una compensació econòmica. Es va informar d'un fet similar a Luhansk, on 1000 persones havien marxat amb el ferrocarril, i els assistents eren en gran part els miners de carbó de la regió. L'alcalde de Luhansk, Serguei Kravtxenko, en un discurs va afirmar que més de 1.500 residents donarien suporta a la manifestació del govern. Mentrestant, a Zaporíjia, es va informar que un tren ple amb 1.600 «homes atlètics i treballadors de companyies i empreses estatals", estava sortint cap a Kíiv. Els maquinistes van dir que era un tren reservat, i que els seus bitllets no estaven disponibles per al públic en general. En una llista publicada per la periodista Tatiana Hontxenko, un total de 27 trens, cadascun amb una mitjana de 20 cotxes havien estat llogats pel Partit de les Regions per a l'esdeveniment del cap de setmana per al transport dels partidaris de tota Ucraïna a Kíiv.
Els líders de l'oposició Arseni Iatseniuk i Ihor Miroixnitxenko emeteren un advertiment, citant informació privilegiada, segons el qual les autoritats planejaven utilitzar la gran manifestació a favor del govern per tal d'iniciar un conflicte civil i justificar la declaració d'un estat d'emergència, el que requeriria l'ús de la policia antiavalots Berkut i militars per buidar la plaça d'Europa i Maidan. Iatseniuk específicament advertir contra l'ús de matons a sou (tituixki) que s'infiltrarien i començarien a causar estralls al campament pro-europeu embolicats en els colors nacionals o de la Unió Europea.El líder de l'oposició Iuri Lutsenko, no obstant això, va fer una crida a la calma i va assegurar que la manifestació a favor del govern comptaria amb la presència d'empleats i estudiants pagats per l'Estat amb fins pacífics. Oleksandr Iefrémov, cap del Partit de les Regions facció parlamentària ha reiterat «Aquesta serà una manifestació exclusivament pacífica, amb la nostra gent això sempre és fàcil d'aconseguir... també confiarem en la policia per crear una zona coixí de seguretat entre les dues manifestacions." No obstant això, una declaració del diputat del Partit de les Regions Vadim Kolesnitxenko va reconèixer la creació de grups de vigilants formats al sud-est d'Ucraïna i al llarg de Crimea per «protegir l'ordre públic i la Constitució", i que una d'aquests grups a Sebastòpol ja havia acumulat 800 reclutes; afegí que participarien en els esdeveniments del cap de setmana. En una entrevista a Radio Free Europe/Radio Liberty amb un assistent en el dia de l'esdeveniment, el subjecte (que ensenyava boxa) va revelar que a ell i a un grup de persones se'ls va oferir 1000 UAH per part dels organitzadors per instigar una baralla amb els manifestants a Maidan.
El servei de premsa del Ministeri de l'Interior va dir al Kyiv Post el 13 de desembre que la manifestació a favor del govern havia rebut permís per tenir fins a 200.000 assistents. Segons el Zérkalo Nedeli, un dels diaris més influents de la nació, el Consell de Seguretat Nacional i Defensa d'Ucraïna i el govern va ordenar al Ministeri de Defensa que ajudés en la provisió de seguretat, logística, desplegament de cuines de campanya, i transport de 200.000 civils per celebrar una manifestació a favor del govern a Kíiv el cap de setmana del 14-15 desembre. El Ministeri de l'Interior va afirmar que havia havia estat sol·licitat per ajudar en la seguretat per als que venien a Kíiv procedents d'altres regions del país. La cobertura de l'informe va aparèixer als mitjans de comunicació com The Insider, UNIAN, i Ukraïnska Pravda. El ministre de Defensa va negar més tard aquests rumors, citant l'article 17 i l'article 37 de la Constitució d'Ucraïna, que prohibeix la participació de les Forces Armades d'Ucraïna en les lluites polítiques internes. Amb tot i això, el 13 de desembre es van veure tendes plantades en una propietat del Ministeri de Defensa, i en un informe separat del Zérkalo Nedeli es va revelar que el Ministeri de Defensa havia estat duent a terme exercicis d'entrenament durant els dos dies anteriors, incloent la presa d'inventari d'equips (cuines de campanya ex., vehicles) per al suport de les protestes progovernamentals. Els recursos també van ser transferits a Ukpromakord, el proveïdor d'aliments de les Forces Armades d'Ucraïna. A més, en el dia del l'esdeveniment, diversos testimonis van reportar i fotografiar 40 cuines militars de campanya que feien servir els partidaris del govern al Parc de Mariinsky. El Primer Ministre Mikola Azàrov va parlar en la manifestació i va dir als assistents que Ucraïna no havia minvat el seu objectiu d'integrar-se a la UE «Estem suposadament traint Ucraïna i signant [l'acord d'adhesió a] la Unió duanera de Belarús, Kazakhstan i Rússia. Nego fermament aquestes especulacions». Es va referir a les declaracions que les autoritats ucraïneses planejaven unir-se a aquesta Unió Duanera com a «especulació». també va instar a «no dividir Ucraïna, no construir barricades». Azàrov també va dir que la UE havia insistit en «condicions inacceptables per signar l'Acord d'Associació, incloent la introducció del matrimoni gai i lleis que protegeixin les minories sexuals. «Els líders de l'oposició estan dient faules quan diuen que només hem de signar l'acord [d'associació amb la UE] per començar a viatjar a Europa sense visat l'endemà. Res d'això. Encara hem de complir amb tot un conjunt de condicions prèvies: que hem de legalitzar els matrimonis del mateix sexe, hem d'adoptar una legislació sobre la igualtat de les minories sexuals, etc. Està la nostra societat preparada per a això». ? va dir Azàrov.
En l'esdeveniment, el diputat del Partit de les Regions Hrihori Smitiukh va fer una crida als manifestants perquè demanessin al president rus Vladímir Putin que abaixés el preu del gas a Ucraïna, mentre atreia la multitud amb cants de «Putin! Putin!».
Els organitzadors van afirmar que van assistir més de 100.000 persones; la policia va estimar en 60,000 els manifestants, que es va estimar també que era la capacitat màxima de la plaça; testimonis presencials estimaren l'assistència en no més de 20.000 persones. A les 18:00, el cap del Partit de les Regions Oleksandr Efremov va anunciar la fi de la concentració, un dia abans del previst. Al final de la manifestació, només quedaven 3.000, i al vespre, la Plaça Europea estava deserta.
La manifestació del 15 de desembre va transcórrer de les deu del matí a les quatre de la tarda, i hi va haver diversos informes que els assistents no van ser pagats íntegrament pel seu temps. «La gent va venir a expressar la seva voluntat. Nosaltres els paguem 300 hrívnies per dia. Jo no prometo res de diners per a ells, sóc aquí amb els meus electors", va dir Artur Martovitski, un legislador del Partit de les Regions.

#### Manifestació progovernamental del gener al Parc Mariinski
Una altra manifestació de partidaris del Partit de les Regions es va iniciar el 13 de gener de 2014 i va continuar fins a l'aprovació del pressupost de l'Estat per al 2014 el 17 de gener. Segons els organitzadors, la gent assistia a les manifestacions perquè volien «estabilitat al país", i creien que era inacceptable que s'obstaculitzés l'aprovació dels pressupostos de l'Estat. Els manifestants tenen previst passar la nit a la ciutat de tendes del Parc de Mariinski. Segons els organitzadors els participants en la manifestació estaven recollint signatures que serien enviades a l'Ajuntament de Kíiv amb la petició d'alliberar el centre de Kíiv de manifestants, incloent Khresxàtik i la Maidan Nezaléjnosti. Els organitzadors van assenyalar que els manifestants estaven a favor d'una solució pacífica a aquesta qüestió i estaven en contra de la dispersió violenta de la manifestació pro-europea. Interfax-Ucraïna va reportar el 13 de gener que s'havien alçat prop de deu tendes de campanya al parc i que s'havien instal·lat tanques metàl·liques perpendiculars al carrer de Hruixevskoho, amb policies dempeus al darrere d'elles.
El primer ministre Azarov va criticar la cobertura Euromaidan en mitjans de comunicació occidentals, i la falta d'atenció als, 'antimaidan' «Els mitjans de comunicació occidentals estan prestant atenció a una plaça i no paren atenció a res més", i va dir que l' Antimaidan representa tota Ucraïna, mentre que Euromaidan en el seu conjunt només representa Lviv, Ternópil i Ivano-Frankivsk. A continuació, va declarar que la major part d'Ucraïna dona suport al president, el govern, i ja no té interès en la integració europea.
Una altra manifestació de partidaris del Partit de les Regions (prevista per dur fins a 10.000 assistents) al Parc de Mariinski es va iniciar el 21 de gener del 2014 en contra d'un suposat «cop d'Estat» intentat pels manifestants Euromaidan. Estava previst que continués fins al final dels aldarulls del carrer de Hruixevskoho del 2014.

### "Anti-maidans"
El Partit Comunista d'Ucraïna havia planejat reunir 2.000 simpatitzants en un míting a Kíiv contra la signatura d'acords amb la Unió Europea. Els participants van plantar tendes prop del monument a Lenin amb la intenció de protegir-lo d'atacs vandàlics.
El 25 de novembre, el partit Bloc Rus (ucraïnès: Руський блок, Ruski blok; rus: Русский блок, Russki blok) i el Partit Comunista d'Ucraïna van organitzar a Sebastòpol el moviment «Anti-Maidan", per tal de donar suport a la unió duanera de Belarús, Kazakhstan i Rússia. En manifestacions anteriors del Bloc rus —qualificats per Volodímir Iavorivski de bogeria delirant— s'havien cremat banderes de la Unió Europea, i s'havien llençat consignes amb retòrica anti-ucraïnesa. Aquell mateix dia també hi va haver una concentració a Luhansk, on els manifestants es van trobar amb un grup de cosacs del Don, contraris a l'entrada a la Unió Europea, els quals van qualificar als manifestants pro-Europa de feixistes.
L'endemà es va organitzar una altra protesta anti-Maidan a Donetsk, on només hi participaren una trentena de manifestants. Els organitzadors van manifestar que la Unió Europea havia arruïnat les economies dels nous estats membres, i que unir-s'hi obriria les portes del país a la corrupció i al casament entre homosexuals. La protesta va tenir lloc tan sols a 200 metres d'on hi havia la manifestació pro-Europa EuroMaidan, a la qual hi participaren una cinquantena de persones. L'endemà, una petita concentració anti-Maidan, organitzada pel Bloc Rus i el Partit Comunista, va tenir lloc a Mikolaiv.
Una manifestació comunista va reunir uns 200 simpatitzants l'1 de desembre a Donetsk, en la seva majoria ancians que corejaven: «La Unió d'Ucraïna, Rússia i Belarús és inevitable». L'endemà, la parlamentària Antonina Khromova, del Partit Comunista d'Ucraïna, va fer declaracions en el consell regional de Donetsk, on va aprovar l'ús de la força per retirar els manifestants a Kíiv, que van ser rebudes amb aplaudiments. Va continuar dient que Ucraïna no necessitava els valors europeus, específicament «el matrimoni entre persones del mateix sexe».
El consell de la ciutat de Sebastòpol, a iniciativa del Bloc Rus, va optar per apel·lar al President i el Govern d'Ucraïna que reorientés la política exterior cap a Rússia i la seva Unió Duanera. El Bloc Rus també va exigir la dimissió del ministre d'Educació Dmitró Tabàtxnik, per no evitar que els estudiants participessin en les protestes EuroMaidan. El 8 de desembre, l'organització «Comunitat russa de Sebastòpol» va celebrar una concentració en suport de les tropes antiavalots Berkut, que havien estat notícia en agredir estudiants i periodistes a Kíiv la setmana anterior. La líder del grup, Tatiana Ermakova, va expressar la seva indignació pel fet que, segons ella, els manifestants havien provocat i atacat les tropes Berkut. «Cap país del món permetria tal il·legalitat que, per dissetè dia es produeix al Maidan", va dir. La declaració oficial de la Comunitat Russa agraïa específicament les tropes antiavalots per «protegir-nos dels feixistes", i va titllar els manifestants EuroMaidan de «nazis» i «"banderivtsi».
El 14 de desembre els líders del Bloc Rus i Unitat Russa es van reunir amb el Cònsol General de Rússia a Crimea, Viatxeslav Svitlitxni, i van declarar la preparació d'un anti-maidan per exigir la secessió de Crimea d'Ucraïna.
El 25 de gener, es va celebrar un antimaidan progovernamental a Mikolaiv; els seus assistents foren descrits principalment com a homes majoritàriament joves, atlètics i aparentment tituixki. La multitud de 400 persones es va pronunciar contra el «feixisme» i va sostenir pancartes a favor de la unitat d'Ucraïna, Belarús i Rússia.
El 26 de gener, es va dur a terme una manifestació en contra del moviment Maidan a Simferòpol, amb 200 assistents. Els manifestants van acusar els periodistes de matar gent a Kíiv. Unes 1.000 persones es van reunir a Donetsk, amb el suport dels partidaris locals del Partit de les Regions, comunistes i neo-cosacs; hi va haver alguns ferits en els enfrontaments.
L'1 de febrer a Dnipropetrovsk, es va celebrar una concentració comunista en suport de la fusió d'Ucraïna amb Rússia i Belarús, i es va demanar la imposició de tocs de queda, el tancament dels bancs i l'expulsió dels estrangers.

### 6–17 de febrer del 2014
El 6 de febrer del 2014 va explotar un artefacte explosiu en un paquet etiquetat com a «Medicina» a la Casa dels Sindicats a prop de Maidan Nezaléjnosti, que ferí dos dos activistes de l'óblast de Lviv: Roman Dzvinivski, de 20 anys va perdre una mà, i Nazar Derzhilo, de 16 anys va perdre un ull. L'explosió va tenir lloc a la cinquena planta, on està situada la seu del Sector de Dreta. Dzvinivski portava una jaqueta amb una insígnia del Sector de Dreta. La víctima descrigué l'home que li donà els explosius dient que parlava ucraïnès amb accent rus. També va dir que el va elogiar per l'heroisme abans de donar-li la caixa que contenia explosius. A la Casa d'Ucraïna s'hi van trobar explosius més potents; un conductor de l'AutoMaidan el va treure. La diputada de la Unió Panucraïnesa «Pàtria» Léssia Orobets, citant 3 fonts de l'interior, va dir que creia que tot plegat era un intent de col·locar al Sector de Dreta com una organització extremista que estava preparant materials explosius contra el govern a la seva seu. L'endemà el ministre d'interior Vitali Zakhartxenko suggerí que l'explosió havia ocurregut «...mentre la bomba estava sent fabricada» perquè «...els grups radicals d'extrema dreta s'estan preparant per destorbar la pau i no s'aturaran amb res, ni amb un atac terrorista. Això es demostra per la informació operativa que tenim i els últims esdeveniments a la Casa dels Sindicats, on s'ha produït una explosió». Orobets va argumentar que aquests explosius improvisats no van ser fabricats in situ: «A jutjar per les lesions, no és un explosiu de fabricació casolana. La força de l'explosió demostra que era d'un arsenal militar».
Va esclatar un escàndol diplomàtic quan es va filtrar una conversa entre la Secretària d'Estat Adjunta per a Assumptes Europeus i d'Euràsia del Departament d'Estat dels Estats Units, Victoria Nuland i l'Ambaixador dels Estats Units a Ucraïna Geoffrey R. Pyatt, que després va ser publicada a YouTube.
El 6 de febrer de 2014, el fiscal general d'Ucraïna Víktor Pxonka va declarar que la nova llei d'amnistia s'havia aplicat a 259 persones i unes 70 persones romanien en custòdia. Va afirmar que la llei d'amnistia s'aplicaria només si els manifestants deixaven lliures tots els edificis administratius, sense excepció, se separaven de les barricades i desbloquejaven les rutes de transport a totes les regions d'Ucraïna abans del 17 de febrer 2014.
El 6 de febrer de 2014, un alt assessor del president rus Vladímir Putin, Serguei Glaziev, va declarar en una entrevista amb el (l'edició ucraïnesa de) Kommersant que els Estats Units estaven ignorant el Memoràndum de Budapest de 1994 perquè s'estaven gastant (segons ell) 20 milions de dòlars per setmana en grups de l'oposició ucraïnesa, incloent el subministrament d'armes als «rebels». Entre altres coses, «Hi ha informació que dins dels terrenys de l'Ambaixada dels Estats Units a Kíiv s'entrenen combatents i se'ls arma». Glaziev també va suggerir «En una situació en què les autoritats es troben amb un intent de cop d'Estat, que simplement no tenen una altra opció, [llevat d'utilitzar la força]. En cas contrari el país se sumirà en el caos." Segons Glaziev «D'acord amb aquest document (memoràndum), Rússia i els EUA són els garants de la sobirania i la integritat territorial d'Ucraïna i, francament parlant, [Rússia està] obligada a intervenir quan sorgeixen situacions de conflicte d'aquest tipus».
El 7 de febrer 2014, Victoria Nuland, va dir en una conferència de premsa a Kíiv que els EUA estaven disposats a donar suport a Ucraïna «si es mou ràpidament en la direcció de la protecció dels drets humans, la dignitat, la reducció del conflicte, i la reforma política. Altrament la Unió Europea, el Fons Monetari Internacional, i els EUA no proporcionaran assistència financera a Ucraïna».
El 9 de febrer, líders de l'oposició van anunciar la formació d'unitats d'autodefensa a tot el país. Vitali Klitxkó va dir que la gent es podia per als equips de defensa a través del seu partit UDAR, mentre que el líder de l'oposició Iuri Lutsenko va fer una crida a la gent perquè agafés bats de beisbol i cascos per protegir les protestes. Lutsenko va parlar en rus durant una apel·lació als ucraïnesos de l'est perquè s'unissin a la en les protestes. El politòleg Oleksi Haran va especular que la reunió de Ianukóvitx amb Putin a Sotxi es va fer per rebre el permís per dispersar per la força les protestes. Més tard, les unitats d'autodefensa Euromaidan van trobar una habitació que contenia servidors d'un ordinador i els enregistraments dels activistes, que també es creu que és on es van fer els explosius en l'atemptat contra l'edifici de la Unió de Comerç. L'edifici és propietat del llavors ministre d'Educació Dmitró Tabàtxnik.
El 15 de febrer es va informar que el líder de l'Assemblea Nacionalista Social, que formava part del Sector Dreta de la coalició, havia desaparegut; l'ASN va advertir que si no es presentava es prendrien mesures.
El 15 de febrer Podrobnosti va informar que els membres del grup anti-Maidan «Kievans per una Ciutat Neta» van intentar desmantellar les barricades i es van enfrontar amb les unitats d'autodefensa organitzada Svoboda. La policia va informar que els activistes de la «Ciutat Neta» van ser colpejats per 10 guàrdies d'autodefensa (els membres de les quals anaven armats amb porres) que els van llançar petards i també gasos lacrimògens; Segons activistes presents al lloc, els activistes de «Ciutat Neta» que van atacar les barricades van ser acusats de ser tituixki i provocadors pagats, i van ser vists en fotos duent cintes de Sant Jordi.
El 17 de febrer, la «Llei d'amnistia de manifestants ucraïnesos» (l'exempció de responsabilitat penal i càstig per als manifestants Euromaidan que van cometre delictes en el període comprès entre el 27 de desembre al 2 febrer de 2014), després d'acomplertes les condicions (desallotjament dels edificis administratius ocupats, entre ells les administracions públiques regionals, els òrgans de govern i l'Administració Estatal de la Ciutat de Kíiv, i el desbloqueig del carrer Hruixevskoho de Kíiv) van ser aprovada a la tarda del 16 de febrer. Segons un corresponsal d'UNIAN un escàs nombre de carrers de Kíiv van romandre blocats. També el 17 de febrer el ministre de Finances rus Anton Siluànov va declarar que Rússia abonaria el següent tram del préstec a Ucraïna, per un import 2,000,000,000 de dòlars estatunidencs (d'un total de 15 mil milions de préstec) en la mateixa setmana.

### 18–23 de febrer del 2014
El 18 de febrer de 2014, 20 000 manifestants Euromaidan a Kíiv es van plantar davant la Rada Suprema en suport al retorn a la de la Constitució d'Ucraïna a la seva forma anterior al 2004. La policia i els manifestants van disparar les seves armes de foc, tant de foc real com de pilotes de cautxú i la policia va utilitzar gasos lacrimògens i granades atordidores en un intent de repel·lir a milers de manifestants, que es van defensar amb armes rudimentàries i explosius. Els enfrontaments més greus van tenir lloc a Parc de Mariinski, el carrer de Hruixevskoho i sobre el carrer d'Institutska prop del carrer de Xovkovitxna. Almenys 26 persones van morir, entre elles 10 policies; almenys 1.100 van resultar ferides quan la policia es va enfrontar amb els manifestants durant el dia. Posteriorment, la policia va irrompre en el principal campament de protesta a la Maidan Nezaléjnosti. Després que el president Ianukóvitx es va negar a acceptar un alto el foc i el retorn a les manifestacions pacífiques, el líder de l'oposició Arseni Iatseniuk va dir «realment ens trobem en el llindar de la pàgina més dramàtica en la història del nostre país."

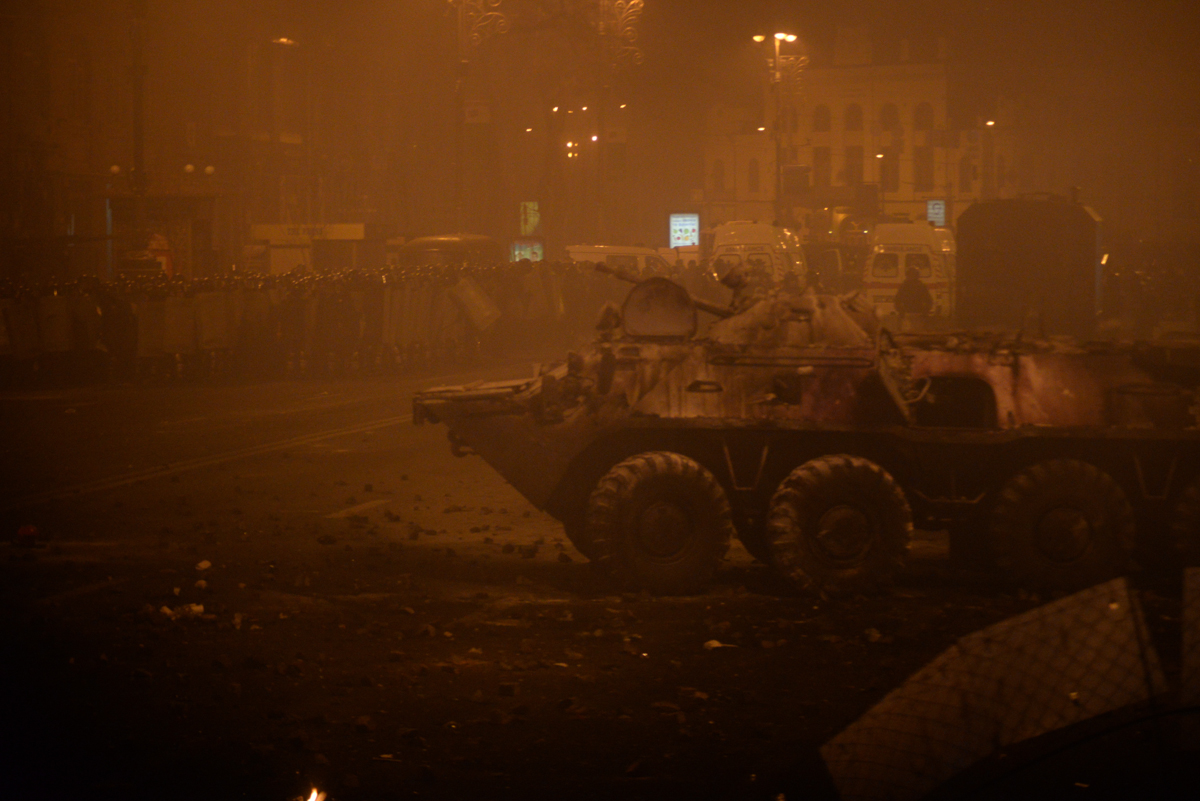
Un blindat BTR-80 abandonat durant les protestes del 18 de febrer de 2014.

El 19 de febrer de 2014, les autoritats de Kíiv van ordenar la instal·lació de controls de policia, restriccions en el transport públic i el tancament escoles van rebre, la qual cosa, segons Ukraïnska Pravda equivalia a un estat d'emergència de facto. Un dels membres del parlament en entrevista va reconèixer que l'estat d'emergència estava implementat de facto a tot el país i que els mitjans de transport a la capital estaven paralitzats. Rússia va advertir oficialment de la seva intervenció en els assumptes interns d'Ucraïna. El 20 de febrer, el Ministre de l'Interior Vitali Zakhartxenko va anunciar que havia signat un decret per autoritzar l'ús de munició real contra els manifestants.
El 21 de febrer el president Ianukóvitx i el Parlament van declarar que el 22 i el 23 de febrer serien nous dies de dol «A causa de la pèrdua de vides humanes a conseqüència de disturbis massius».
A Maidan, Klitxkó va anunciar que ell i l'oposició aviat votarien sobre la destitució de Víktor Ianukóvitx al Parlament, el projecte de llei del qual va ser registrat a la sessió anterior. Al Parlament, el president Volodímir Ribak va presentar la seva renúncia, al·legant una suposada malaltia. El parador de Ianukóvitx era desconegut malgrat els informes dels mitjans de comunicació que havia volat a Khàrkiv. Oleksandr Turtxínov va declarar que, de fet, la majoria dels ministres havien desaparegut, així com el ministre de l'Interior Vitali Zakhartxenko (de qui es diu que va fugir a Belarús) i el president Víktor Ianukóvitx deia, «L'únic òrgan legítim que resta és la Rada Suprema i, per tant, avui som aquí per votar. Les principals tasques per avui són: votar per a nou president, primer ministre i ministre de l'Interior.».
Al Congrés de les regions del sud i de l'est els diputats van aprovar una resolució, on declaraven estaven disposats a assumir la responsabilitat de protegir l'ordre constitucional en el seu territori. Van afirmar que els recents esdeveniments a Kíiv havien portat a la paràlisi del poder central i a una desestabilització del país.

## Grups dins l'EuroMaidan

### AutoMaidan
L'AutoMaidan és un moviment dins de l'EuroMaidan, que buscava la dimissió de l'expresident d'Ucraïna, Víktor Ianukóvitx. Es compon principalment de conductors que protegeixen els campaments de protesta i bloquegen els carrers.

### Grups d'autodefensa
Els organitzadors de l'EuroMaidan han creat formacions d'autodefensa per protegir els manifestants de la policia i garantir la seguretat dins de la ciutat. Els grups estan dividits en sótnia o 'centenars', que han estat descrits com una «força resilient que està proporcionant la punta de la llança en l'enfrontament violent amb les forces de seguretat del govern». Els sotni prenen el seu nom d'una formació tradicional de la cavalleria cosaca, i també es van utilitzar en l'Exèrcit Nacional d'Ucraïna. Els activistes estimen que hi ha almenys 32 d'aquests grups a Kíiv.

## Víctimes

### Morts
La primera víctima mortal d'aquests enfrontaments va traspassar el 21 de gener de 2014, dia de la unitat d'Ucraïna. Quatre persones van perdre la vista, amb caràcter permanent, i un home va morir en caure d'una columnata. L'endemà es va confirmar un mínim de cinc víctimes mortals més, quatre d'elles mortes per ferides de bala. Els equips mèdics van confirmar que les ferides de bala provenien de fusells de franctirador, i possiblement també d'una pistola de 9mm de calibre, dada que coincideix amb les imatges que han transcendit, les quals mostren membres dels antiavalots Berkut utilitzant pistoles, i la premsa va confirmar la presència de casquets de bala al terra de la zona. Per la seva banda, l'oficina general del fiscal d'Ucraïna va confirmar dues morts per ferides de bala a les protestes, per bé que no va confirmar ni desmentir si els membres del Berkut estaven darrere d'aquestes morts:
| «                                                                      | S'ha determinat que les armes i munició emprats en aquestes morts són armes i munició de caça. Aquesta és la conclusió dels forenses. Probablement, va ser una arma de foc d'ànima llisa. Vull remarcar que els cartutxos que es van emprar per cometre aquests assassinats no s'han utilitzat i no són utilitzats per la policia. No tenen aquesta munició. | » |
| — Cap del consell d'investigació del ministeri de l'interior d'Ucraïna | |   |

El 31 de gener es va saber que hi havia 26 cossos sense identificar i sense denúncia de la seva desaparició al dipòsit central de cadàvers de Kíiv, 14 dels quals dipositats al gener. Els periodistes van informar que hi havia previst un enterrament massiu per al 4 de febrer de 2014. L'administració de la ciutat de Kiev va confirmar l'anunci informant que hi havia 14 cadàvers, 5 dels quals dipositats durant el mes de gener.
El 18 i 19 de febrer, un mínim de 26 persones van morir en enfrontaments amb la policia. A més, es va trobar mort un soldat d'autodefensa de Maidan. El periodista Viatxeslav Veremi fou assassinat per tituixki del govern, amb diversos trets al pit, quan el taxi en què viatjava fou atacat. A més, es va fer públic que entre 40 i 50 persones havien mort a l'incendi que va calcinar l'edifici del sindicat després que la policia hagués intentat prendre el control la nit anterior.

### Periodistes i metges ferits per atacs de la policia
Es van comunicar una sèrie d'atacs a periodistes i personal mèdic per part dels cossos de seguretat. Uns 40 periodistes van ser ferits durant l'assalt organitzat al carrer Bankova l'1 de desembre de 2013. Almenys 42 periodistes més van ser víctimes d'atacs de la policia al carrer Hruixevskoho el 22 de gener de 2014. El 22 de gener de 2014, Television News Service (TSN) va informar que els periodistes havien començat a treure's l'uniforme d'identificació (armilles i cascos), ja que se'ls considerava objectiu, de vegades a propòsit i de vegades accidentalment. Des del 21 de novembre de 2013, un total de 136 periodistes han estat ferits. El 21 de gener de 2014, 26 periodistes van ser ferits, amb almenys dos ferits greus per granades atordidores de la policia.

## Reaccions internacionals

### Organitzacions supranacionals
- Unió Europea — El Comissari d'Ampliació Štefan Füle va declarar el 26 de novembre del 2013 »Estic feliç que la democràcia a Ucraïna hagi assolit el moment en què les persones són lliures de reunir-se i expressar les seves opinions, en particular sobre un tema que és tan rellevant per al seu propi futur, el futur d'Ucraïna».[339] Els eurodiputats responsables de la política envers l'Associació Oriental, Elmar Brok i Jacek Saryusz-Wolski, advertiren Ucraïna el 26 de novembre de no utilitzar la força contra els manifestants pro-Europa «Si no, hi haurà greus conseqüències».[340]

El 30 de novembre Štefan Füle i l'alta representant de la UE Catherine Ashton publicaren una declaració conjunta que condemnava «l'ús excessiu de la força ahir a la nit per la policia a Kíiv per dispersar els manifestants pacífics, que en els últims dies d'una manera forta i sense precedents han expressar el seu suport a l'associació política d'Ucraïna i la integració econòmica amb la UE».
Interfax-Ucraïna va informar el 9 de desembre que els integrants de la Delegació de la Unió Europea van estar presents en les manifestacions que es duien a terme a la Maidan Nezaléjnosti «fent un seguiment dels esdeveniments damunt el terreny».
El President del Parlament Europeu va publicar una piulada el 9 de desembre, on declarava «Espero que Ianukóvitx acabi la seva pròpia versió dels jocs d'hivern i comença a escoltar les veus legítimes provinents de Maidan».
Guy Verhofstadt, líder de l'Aliança dels Liberals i Demòcrates per Europaal Parlament Europeu, va manifestar a mitjans gener 2014 que Euromaidan «és la major manifestació pro-europeu en la història de la Unió Europea».

### Organitzacions internacionals
- ONU — El Secretari General Ban Ki-moon va declarar el 3 de desembre «Faig una crida a totes les parts a actuar amb moderació, evitar nous actes de violència i defensar els principis democràtics de la llibertat d'expressió i de reunió pacífica».[345]
- OTAN — Quan se li va preguntar sobre «pressionar Ucraïna", el secretari general de l'OTAN Anders Fogh Rasmussen va declarar el 28 de novembre «si algú exerceix pressió sobre Ucraïna per tal d'evitar que Ucraïna decideixi lliurement sobre la seva afiliació, les seves aliances, llavors aquesta voluntat està en contradicció amb els principis que tots vam subscriure fa molts anys, el 1999, quan es va signar un document de l'OSCE en virtut del qual cada país té el dret de decidir per si mateix. Ens adherim a aquest principi, i esperem que tots els altres països que van signar aquest document faciN el mateix «.[346] Rasmussen va declarar el 3 de desembre «Condemno enèrgicament l'ús excessiu de les forces de policia que hem presenciat a Kíiv. Espero que tots els socis de l'OTAN, inclosa Ucraïna, estiguin a l'altura dels principis democràtics fonamentals incloent la llibertat de reunió i la llibertat d'expressió».[347]

El 3 de desembre, una reunió dels ministres d'afers exteriors dels estats membres de l'OTAN va emetre un comunicat on es condemnava «l'ús excessiu de la força contra manifestants pacífics a Ucraïna» i va demanar que «totes les parts […] s'abstinguin de provocacions i violència.» Els ministres reunits «insten Ucraïna, com a titular de la Presidència en exercici de l'OSCE, que compleixi plenament els seus compromisos internacionals i que doni suport a la llibertat d'expressió i de reunió. Instem al govern ia l'oposició a entaular un diàleg i posar en marxa un procés de reforma. «A més,"la nostra aliança [OTAN-Ucraïna] continuarà sobre la base dels valors de la democràcia, els drets humans i l'imperi de la llei. «
- OSCE — La Representant de l'OSCE per a la Llibertat dels Mitjans de Comunicació Dunja Mijatović va declarar el 2 de desembre la seva preocupació per la quantitat de violència utilitzada contra els mitjans de comunicació durant les manifestacions.[349]

### Estats
- Alemanya – La Cancellera Angela Merkel va comentar el 27 de novembre «La Unió Europea i Alemanya han de parlar amb Rússia. La Guerra Freda ha acabat».[350] A la cimera de la UE del 28-29 de novembre de 2013 (on originalment estava previst que se signés l'Acord d'Associació el 29 novembre 2013)[73] Merkel va remarcar al president Ianukòvitx «El veiem aquí, però esperàvem més».[351] També va declarar estar indignada davant la retallada de llibertats a Ucraïna i va instar al govern de Kíiv a respectar drets civils com la llibertat de reunió i manifestació, en lloc de tractar de restringir-los.[352] El Ministre de Relacions Exteriors Guido Westerwelle va declarar el 2 de desembre que les enormes manifestacions mostraven que «el cor del poble ucraïnès batega a la manera europea».[353]

El 18 de desembre, el dia després de la signatura d'un acord financer entre Ucraïna i Rússia, Merkel va declarar: «L'oferta segueix damunt la taula» i el nou ministre de Relacions Exteriors Frank-Walter Steinmeier va declarar: «És absolutament escandalós com Rússia utilitza els problemes econòmics d'Ucraïna per als seus propis fins, així com per evitar la signatura de l'Acord d'Associació amb la UE ... Per descomptat, les accions violentes de les forces de seguretat ucraïneses contra manifestants pacífics també van ser escandaloses».
El 4 febrer 2014 Steinmeier, va dir en una entrevista amb ARD que, arribat el cas que les autoritats ucraïneses no trobessin una solució política a la crisi: «Crec que ara hem de demostrar les sancions com una amenaça [contra Ucraïna]».
- Australia – La Ministra de Relacions Exteriors Julie Bishop instà (el 12 de desembre del 2013) les autoritats ucraïneses a exercir la màxima moderació respecte a les protestes, per garantir els compromisos internacionals d'Ucraïna a fi i efecte que les llibertats de reunió i expressió estiguin plenament confirmades, i «per escoltar les veus i les aspiracions del poble ucraïnès».[356]

- Bulgària – El President Rossen Plèvneliev recomanà (el 29 de novembre del 2013) als polítics ucraïnesos d'"escoltar la veu del poble", en referència a les grans protestes contra la decisió d'Ucraïna.[357]

- Canadà – El Ministre d'Afers Exteriors John Baird feu una declaració oficial el 30 de novembre, on afirmava que «el Canadà condemna enèrgicament l'ús de la violència deplorable avui per les autoritats ucraïneses contra manifestants pacífics a la Plaça de la Independència. Aquests manifestants simplement volen una associació més estreta amb la Unió Europea. La llibertat d'expressió i la llibertat de reunió són principis fonamentals d'un país veritablement democràtic. Fem una crida al Govern d'Ucraïna a respectar i fins i tot protegir els drets dels seus ciutadans a expressar les seves opinions lliurement, d'acord amb els principis de l'Organització per a la Seguretat i la Cooperació a Europa. El Canadà dona suport al poble d'Ucraïna per construir una societat basada en la llibertat, la democràcia, els drets humans i l'imperi de la llei».[358]

El 4 de desembre, el canceller Baird es va reunir amb «funcionaris de l'oposició i representants de la societat civil", mentre es trobava a Kíiv amb motiu de la cimera de grup de seguretat de l'OSCE i va declarar que el govern canadenc està «implicat aquí perquè Ucraïna importa, perquè el Canadà creu en els valors del poble ucraïnès i volem fer tot el que puguem per donar-los suport en les seves aspiracions. […] Creiem que la decisió representa una significativa oportunitat perduda en el camí d'Ucraïna vers l'enfortiment del desenvolupament democràtic i la prosperitat econòmica «, i va concloure que el Canadà està» compromès a treballar amb el poble d'Ucraïna en el seu desenvolupament democràtic i això és un compromís a llarg termini». Baird també va reafirmar que el govern canadenc enviaria «dues dotzenes de» observadors electorals a la repetició de les eleccions del 15 de desembre a la Rada Suprema. El 5 de desembre, abans de sortir de Kíiv, John Baird va visitar les protestes Euromaidan a la Maidan Nezaléjnosti.
Mentre es trobava a Pretòria amb motiu del funeral d'estat de Nelson Mandela l'11 de desembre, el Primer Ministre Stephen Harper va emetre un comunicat condemnant les accions de la Berkut contra els manifestants Euromaidan, a primera hora d'aquell matí, com a «antidemocràtica i excessiva" i «especialment preocupant». En el comunicat, Harper va dir que «el Canadà i la comunitat internacional esperen que les autoritats ucraïneses respectin i protegeixin els drets dels seus ciutadans, inclòs el dret a expressar les seves opinions lliurement", i va afegir que el «Canadà està amb el poble ucraïnès durant aquest difícil moment i seguirem oposant-nos enèrgicament a tots els esforços adreçats a reprimir els seus drets i llibertats", i conclogué que el govern canadenc «igual que els aliats afins estarà monitoritzant de prop els esdeveniments i tenint en compte totes les opcions al nostre abast."

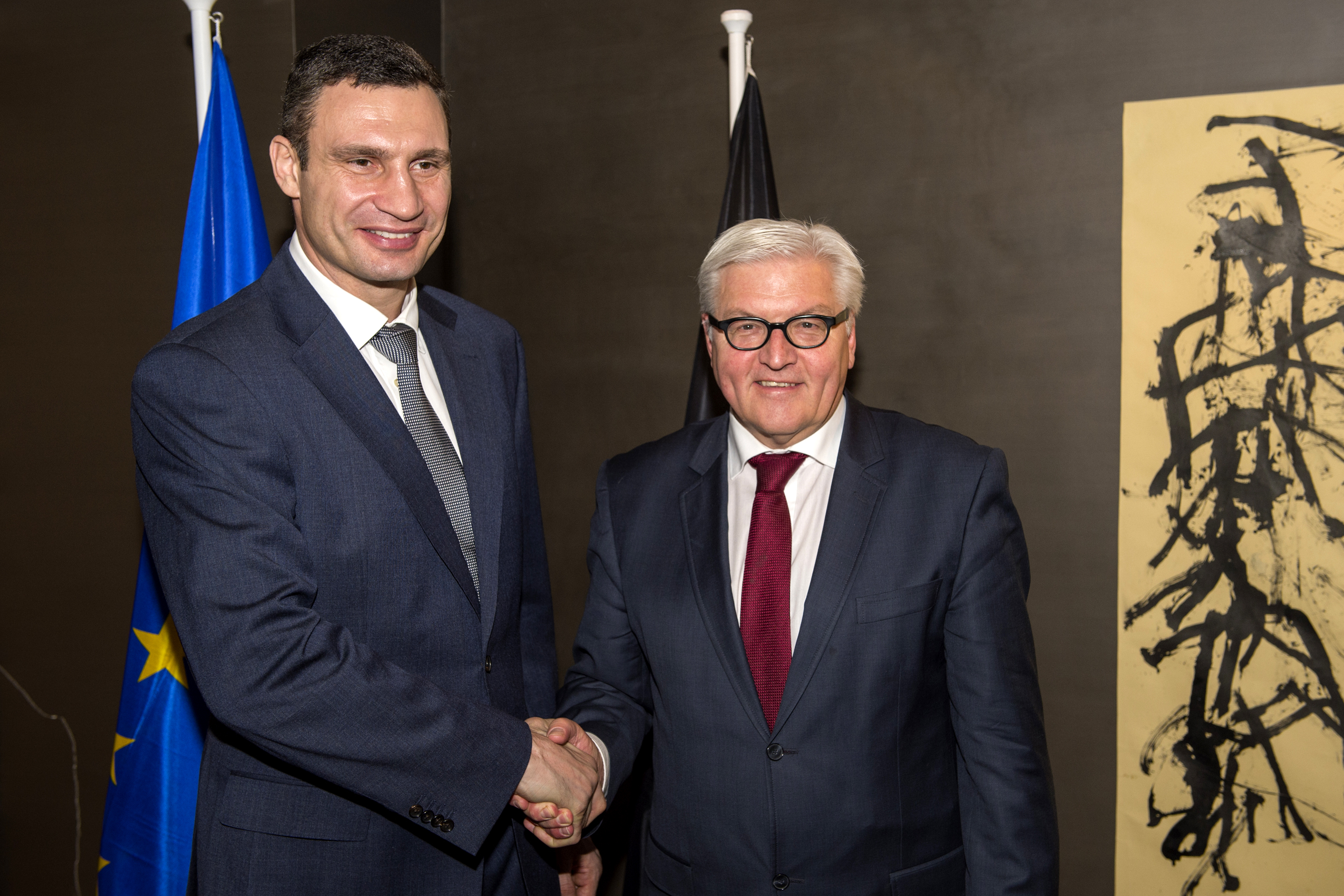
El líder de l'oposició ucraïnesa Vitali Klitxkó reunit amb el Ministre d'Afers Exteriors alemany Frank-Walter Steinmeier a la Conferència de Seguretat de Múnic del 2014.

- Estats Units – El Secretari d'Estat John Kerry va declarar el 28 de novembre, el primer dia de la Cimera de l'Associació Oriental a Vílnius, que «El ciutadà mitjà de cada país membre - Armènia, Azerbaidjan, Belarús, Ucraïna i Geòrgia - té un paper destacat en la integració contínua amb la comunitat internacional i això és molt important. «[363] Després dels atacs als periodistes el 29 de novembre l'Ambaixador dels Estats Units a Ucraïna Geoffrey R. Pyatt va piular: «Recolzem fermament el dret a la llibertat d'expressió, de premsa i de reunió, i condemnem l'atac d'avui contra els periodistes ucraïnesos"[42][364][365] i l'emissora de ràdio Voice of America, va advertir de serioses conseqüències en cas que el govern usés la força contra els manifestants proeuropeus de Kíiv.[366] El 2 de desembre el Secretari de Premsa de la Casa Blanca Jay Carney va dir que la Casa Blanca no considerava que aquestes manifestacions a Ucraïna fossin intents de cop d'Estat,[367] i va afirmar que «la violència per part de les autoritats del govern contra els manifestants pacífics a Kíiv el dissabte [30 nov] matí era inacceptable».[368] El 3 de desembre, va afegir que «la violència i la intimidació no han de tenir cabuda en l'actual Ucraïna. Seguim donant suport a les aspiracions del poble ucraïnès per aconseguir una democràcia europea pròspera. La integració europea és el curs més segur per al creixement econòmic i per a l'enfortiment de la democràcia a Ucraïna».[345]

John Kerry va emetre una declaració en el matí de l'11 de desembre, durant els enfrontaments entre entre la policia i manifestants, on deia: «Durant setmanes, hem demanat al president Ianukóvitx i el seu govern d'escoltar les veus del seu poble que vol pau, justícia i un futur europeu «, va dir Kerry.» En canvi, els líders d'Ucraïna apareixen aquesta nit per haver fet una elecció molt diferent. Fem una crida a la màxima moderació. La vida humana ha de ser protegida. Les autoritats ucraïneses són plenament responsables de la seguretat de la població ucraïnesa. Així com les campanes de l'església sonen aquesta nit enmig del fum als carrers de Kíiv, els Estats Units donen suport al poble d'Ucraïna. Els ucraïnesos es mereixen alguna cosa millor" Per la seva banda, el President Barack Obama va dir que els Estats Units esperaven que les negociacions amb les autoritats d'Ucraïna i l'oposició política donarien lloc a «una mena de procés democràtic que creés un govern amb més legitimitat i unitat."
- França: François Hollande, president de França: «No es pot exigir una quantitat determinada. No es pot demanar que et paguin per firmar l'acord.»[31]

- Hongria – El 5 de desembre, el Secretari d'Estat d'Afers Exteriors Zsolt Németh va dir que «tota mena de violència, i especialment la violència comesa per les autoritats estatals, és inacceptable.» Va insistir que el compromís del govern i l'oposició d'Ucraïna d'integració europea era inqüestionable. «Cap país no té el dret d'intervenir en els assumptes interns d'un altre país i influir en la seva orientació", va dir.[371]

- Israel – L'ambaixada d'Israel a Ucraïna va emetre un comunicat on s'afirmava que «Israel valora altament la lluita del govern ucraïnès contra l'antisemitisme i espera que es condemni enèrgicament i es previnguin aquest tipus d'atacs."[372]

- Letònia – El Ministre d'Afers Exteriors Edgars Rinkevics va piular: «Inquietants notícies arriben d'Ucraïna. Condemno la violència policial contra manifestació proeuropea a Kíiv."[373]

- Lituània – La Presidenta Dalia Grybauskaitė va dir que «L'aplicació de la força contra manifestants pacífics a Kíiv és injustificable. És una responsabilitat directa dels dirigents polítics d'Ucraïna» (11 de desembre). També va declarar que «La negativa d'Ucraïna de fer un pas cap a la Unió Europea la veig com una derrota per als ciutadans del país.»[31] Per la seva banda, el primer ministre Algirdas Butkevičius va declarar: «En nom del Govern lituà, expresso la meva preocupació al Govern d'Ucraïna sobre la situació al país amb forces militars establertes en el centre de Kíiv i l'expectant amenaça de l'ús de la força contra civils desarmats» Insto també al Primer Ministre d'Ucraïna que faci un examen responsable de la situació i inicïi un diàleg amb l'oposició tan aviat com sigui possible per arribar a una solució pacífica «(10 de desembre)[374]

- Polònia – El ministre d'Exteriors polonès Radosław Sikorski, va dir que «el president Ianukóvitx fa un càlcul erroni respecte a l'Acord d'Associació amb la UE i el poble d'Ucraïna."[373]

El 4 febrer 2014 Sikorski, va dir en una entrevista amb Die Presse que «Si bé el diàleg continua a Ucraïna, no hem d'aplicar sancions sota cap circumstància", però va afegir que les lleis anticorrupció existents de la UE podrien utilitzar-se per «verificar l'origen dels fons de les persones políticament exposades. Al febrer de 2014, després de la mort de 30 persones, el primer ministre polonès, Donald Tusk, va declarar que «els polonesos, sens dubte, no seguiran indiferents a aquests esdeveniments» i que «el desenvolupament dels esdeveniments a Ucraïna determinaran la història i el futur de tota la regió i que afectarà directament el futur i la seguretat Polònia i dels polonesos ».
- Regne Unit – David Lidington, Ministre d'Estat per a Europa, va emetre una declaració el 30 de novembre on deia que «estava molt preocupat en escoltar informes sobre l'ús de violència policial per dispersar una manifestació pacífica celebrada a Kíiv en les primeres hores d'aquest matí. Sóc conscient que estan previstes noves manifestacions aquest cap de setmana. Insto les autoritats ucraïneses a respectar el dret a protestar pacíficament i a investigar a fons per què avui es va utilitzar la violència policial».[377]

- Rússia: El 22 de novembre de 2013, el president Vladímir Putin va acusar la UE de fer xantatge a Ucraïna a signar l'Acord d'Associació", incloent la promoció de la celebració de protestes massives».[378] Arran de la repressió policial i els disturbis a 30 novembre - 1 desembre Putin va declarar: «Els esdeveniments a Ucraïna semblen més a un pogrom que una revolució", però també creia que «tenia poc a veure amb les relacions entre Ucraïna i la Unió Europea «.[379][380] Putin va acusar posteriorment a «actors externs» de les protestes, que ell veia com un intent de desestabilitzar els governants «legítims» d'Ucraïna.[367] A Russia Today Putin va declarar que «l'oposició ucraïnesa, o bé no té el control de la situació, o serveix d'encobriment de les activitats extremistes».[381]

El Ministre de Relacions Exteriors Serguei Lavrov va declarar el 5 de desembre que «altres nacions no ha d'interferir en l'agitació política d'Ucraïna».
La Duma Estatal va adoptar una resolució el 12 de desembre, on afirmava que «les manifestacions no autoritzades, el setge dels organismes del poder estatal, les ocupacions d'edificis administratius, aldarulls, i la destrucció dels monuments de la història menaran fins a la desestabilització al país i estan plenes de conseqüències econòmiques i polítiques de mal averany per al poble d'Ucraïna. La ingerència manifesta de funcionaris estrangers en els assumptes de la sobirania d'Ucraïna se situa en franca contradicció amb qualsevol norma internacional i provoca especialment la meva preocupació. Alguns polítics occidentals que s'ocupen de les manifestacions opositores realitzen crides explícites a rebel·lar-se contra les decisions de les autoritats legítimament electes del país. D'aquesta manera, contribueixen de manera destructiva al deteriorament de la situació política».
Durant el seu discurs anual (12 de desembre) del 2013 a l'Assemblea Federal de Rússia, el president Putin va declarar que esperava que Ucraïna podria trobar una solució política a la crisi actual i en parlar d'Ucraïna d'unir-se a la Unió Duanera de Belarús, Kazakhstan i Rússia, va declarar: «No empenyem ningú a res, però si els nostres amics tenen el desig de treballar junts, llavors estem preparats per continuar amb aquest treball a nivell d'experts».
El 12 de desembre el primer ministre Dmitri Medvédev advertí d'una «divisió tectònica» que amenaçava l'existència d'Ucraïna com a Estat.
El 14 de desembre el canceller Lavrov va declarar en una entrevista amb Rossiia 24 que Euromaidan «no encaixa en el marc de l'anàlisi humana normal; no tinc cap dubte que hi ha provocadors al darrere. ella. M'entristeix molt que els nostres socis occidentals semblin haver perdut el sentit de la realitat». També va al·ludir al fet que les reaccions del món occidental a la protesta havien estat ideològiques : «Els que ... estableixin la ruptura entre els nostres veïns i nosaltres - fins i tot si ho fan artificialment i utilitzant el xantatge - com a objectiu principal del projecte d'associació oriental, ja veuran que això no és tan fàcil «.
El 21 de desembre de 2013, el ministre de Relacions Exteriors Serguei Lavrov va declarar que «Els membres de diversos governs europeus s'han afanyat a anar a la Maidan sense invitació i a participar en manifestacions contra el govern i que això és simplement indecent.» En referència als recents actes violents, Lavrov va dir que «la situació està fora de control». El dimarts 21 de gener, va qualificar les accions d'Occident com d'«estimulants» per les protestes. Així mateix, va oferir la presència de Rússia com a mediadora del conflicte, encara que va afegir que de moment no ho veia necessari.
El 3 de febrer de 2014, el ministeri rus de Relacions Exteriors va declarar: «Esperem que l'oposició a Ucraïna eviti les amenaces i ultimàtums i reforci el diàleg amb les autoritats per tal de trobar una sortida constitucional a la profunda crisi del país».

## Reacció de les celebritats esportives i d'altres àmbits
Diverses personalitats esportives ucraïneses van manifestar el seu suport al moviment de l'EuroMaidan. Entre d'altres es poden citar: Ivan Andriusak,Katerina Bohdànivna, Andrí Bóndar, Sviatoslav Vakartxuk,Halina Vdovitxenko, Iuri Vinnitxuk, la banda Haidamaki, Anatoli Dnistroví, Serhí Jadan, Oksana Zabujko, Irena Karpa, els Germans Kapranov, Maksim Kirduk, Volodímir Klitxkó, Mikhaïlo Kopolovets, Dara Korní, Vadim Krasnooki, Andrí Kuzmenko, Dmitró Lazutkin, Ruslana, Andrí Lubka, Oleksa Mann, Maria Matiós, Artem Milevski,Svitlana Povaliàieva, Ada Rógovtseva, Iren Rozdobudko, Oleksandr Roitburd, Oléh Skripka, Serhí Fomenko, Oleksandr Xovkovski i així successivament.
Entre les personalitats internacionals que han donat suport a l'EuroMaidan, cal esmentar: la banda Limp Bizkit, Lia Akhedjàkova, Martin Gore, Nikita Djigurda, George Clooney, la banda Liapis Trubetskoi, Hayden Panettiere, Aleksandr Rosenbaum, Sasha Grey, Arnold Schwarzenegger.

## Galeria

Ucraïna i l'Associació Oriental el 2013
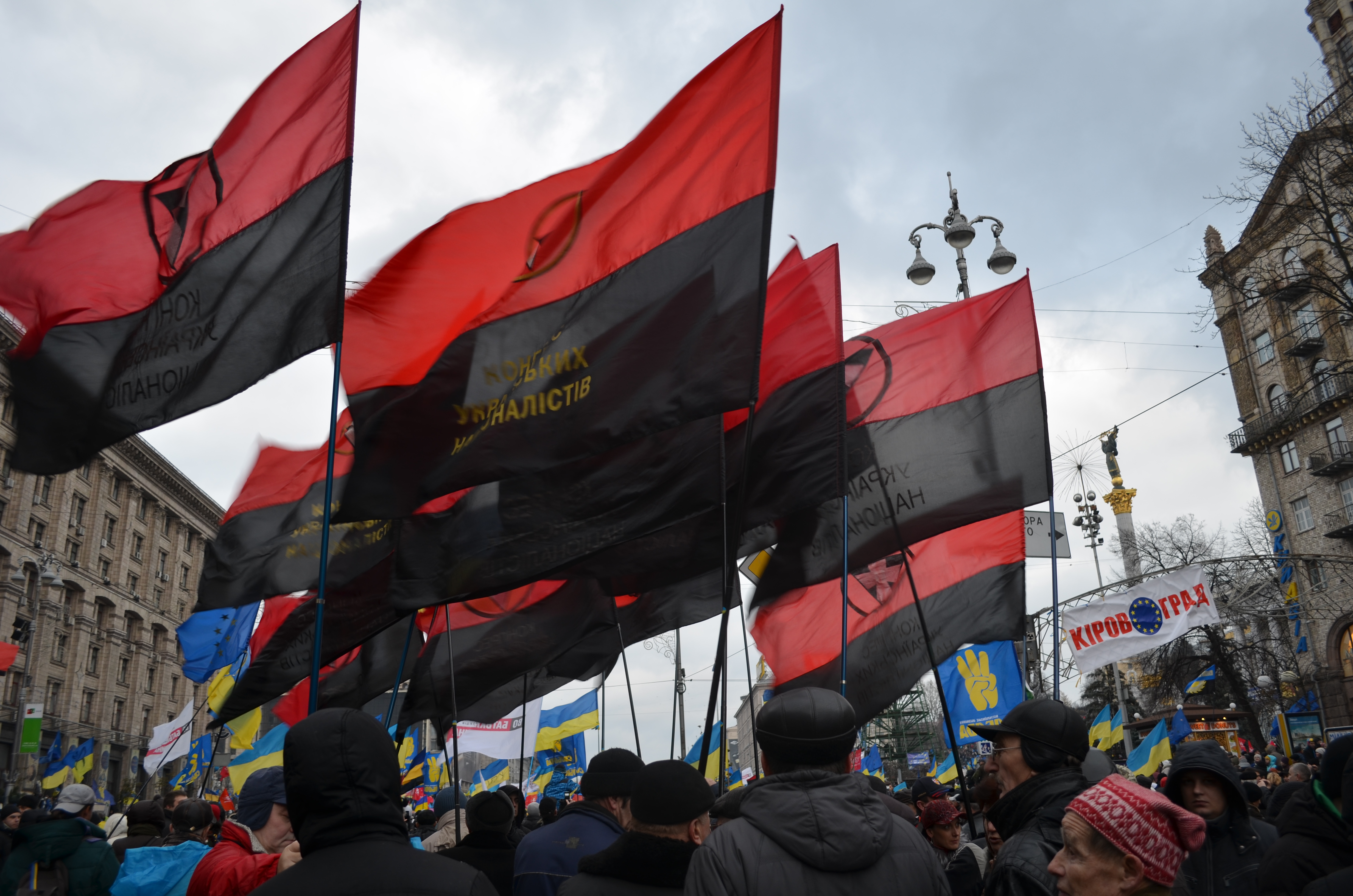
El Congrés dels Nacionalistes Ucraïnesos (KUN) participant en les protestes a Kíiv
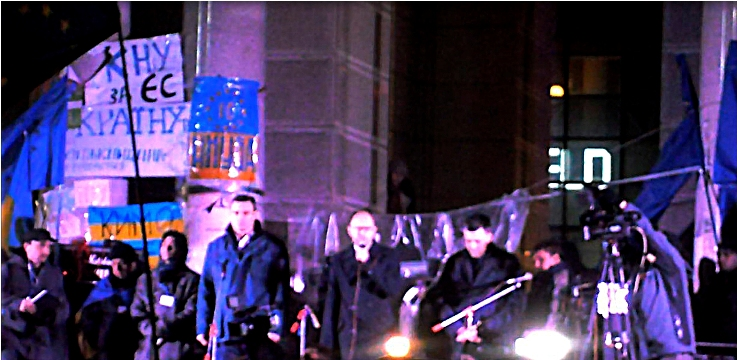
Líders dels partits d'oposició : Vitali Klitxkó, Arseni Iatseniuk i Oleg Tiagnibok a l'Euromaidan
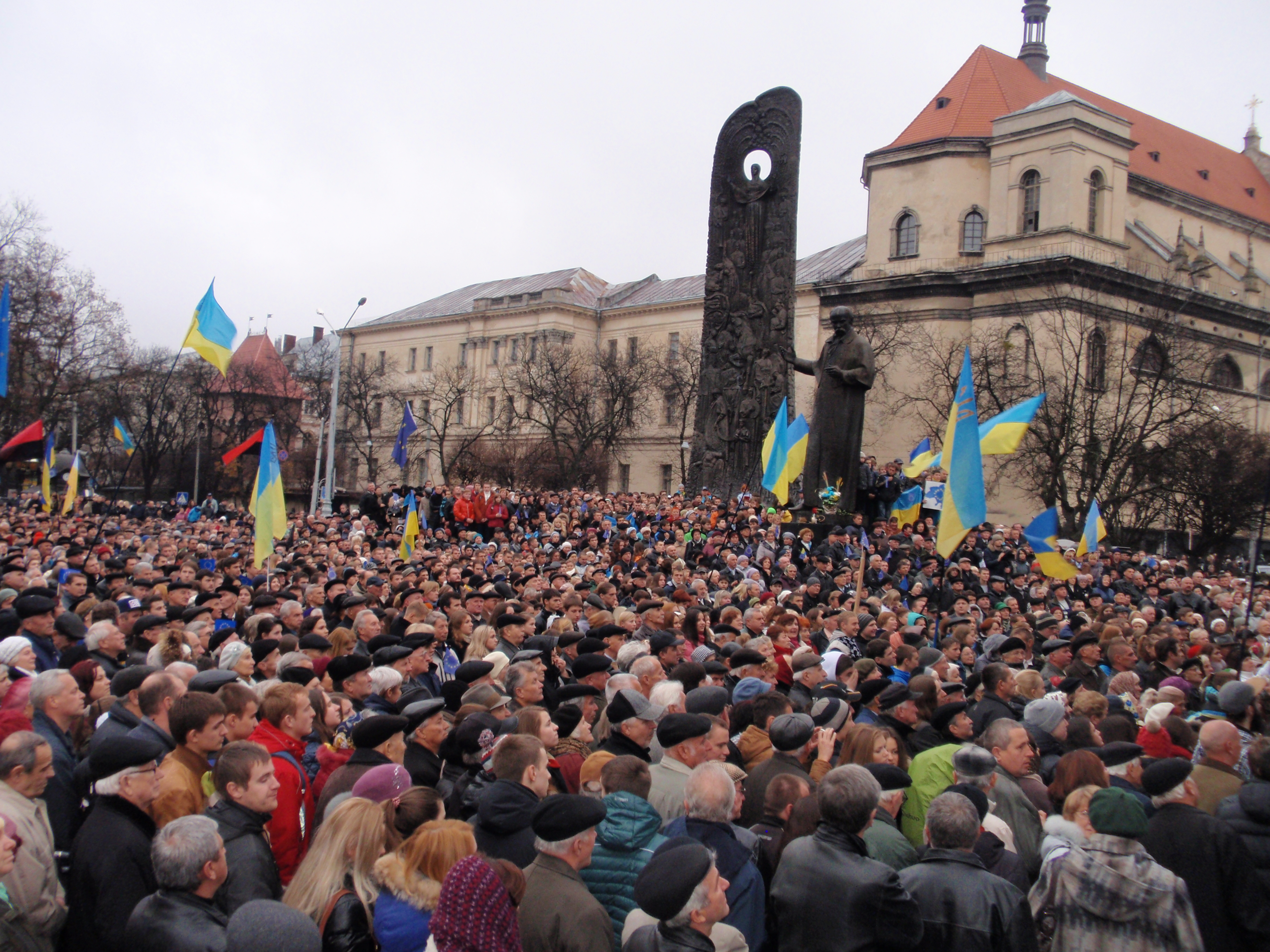
Protestes a Lviv al novembre de 2013
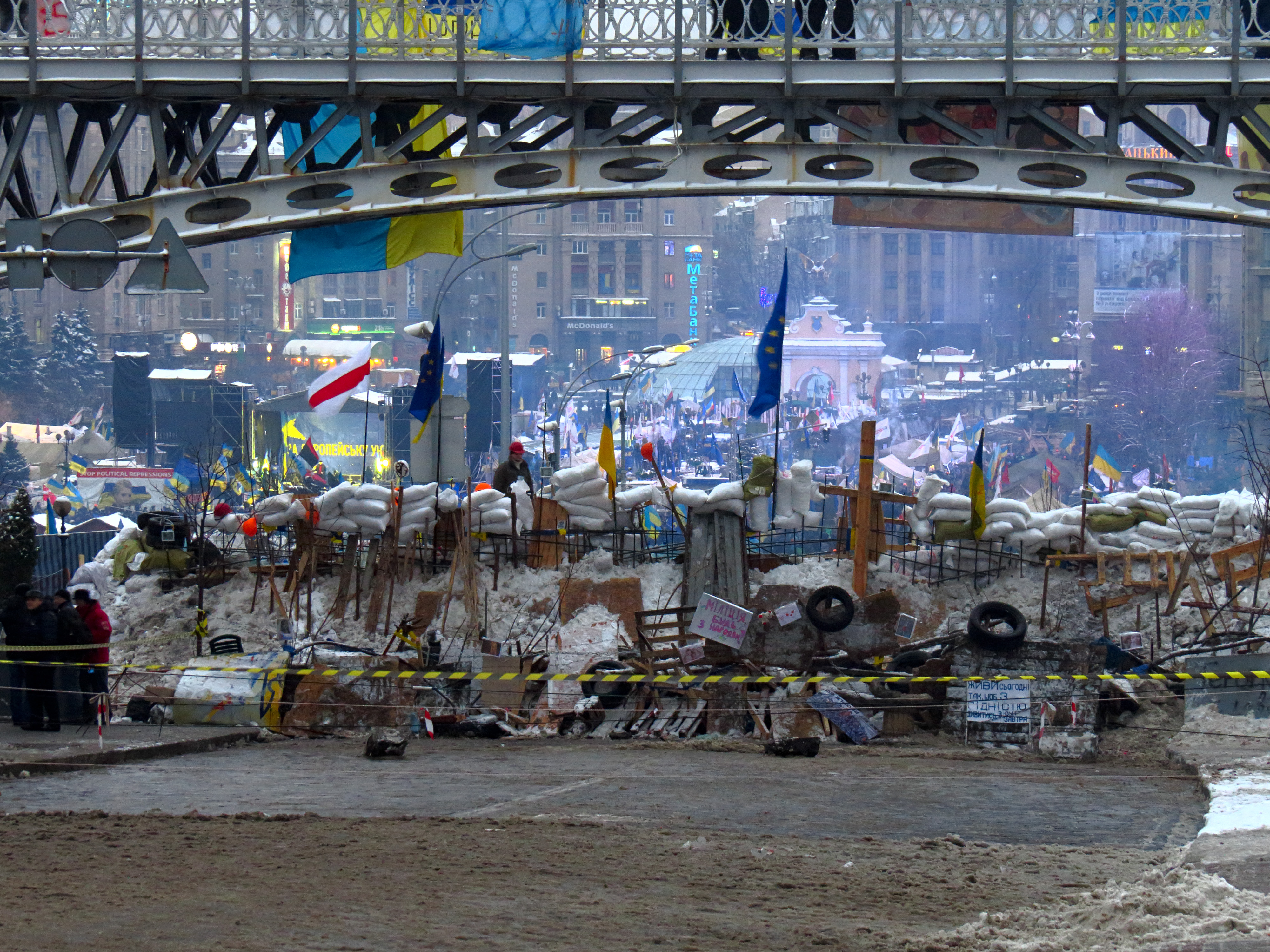
Barricades a Kíiv al desembre de 2013
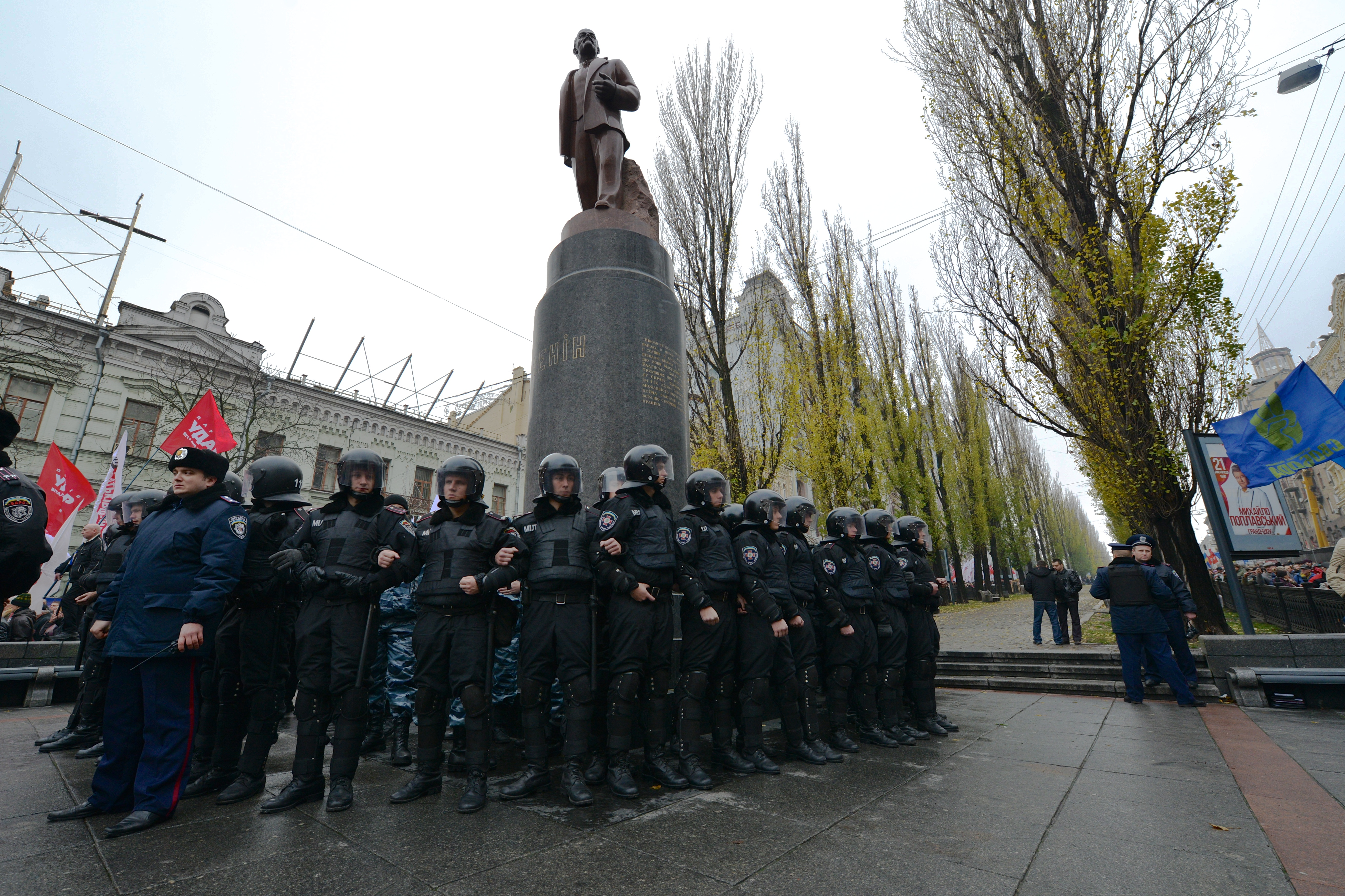
Policies protegint una estàtua de Lenin, 24 novembre 2013
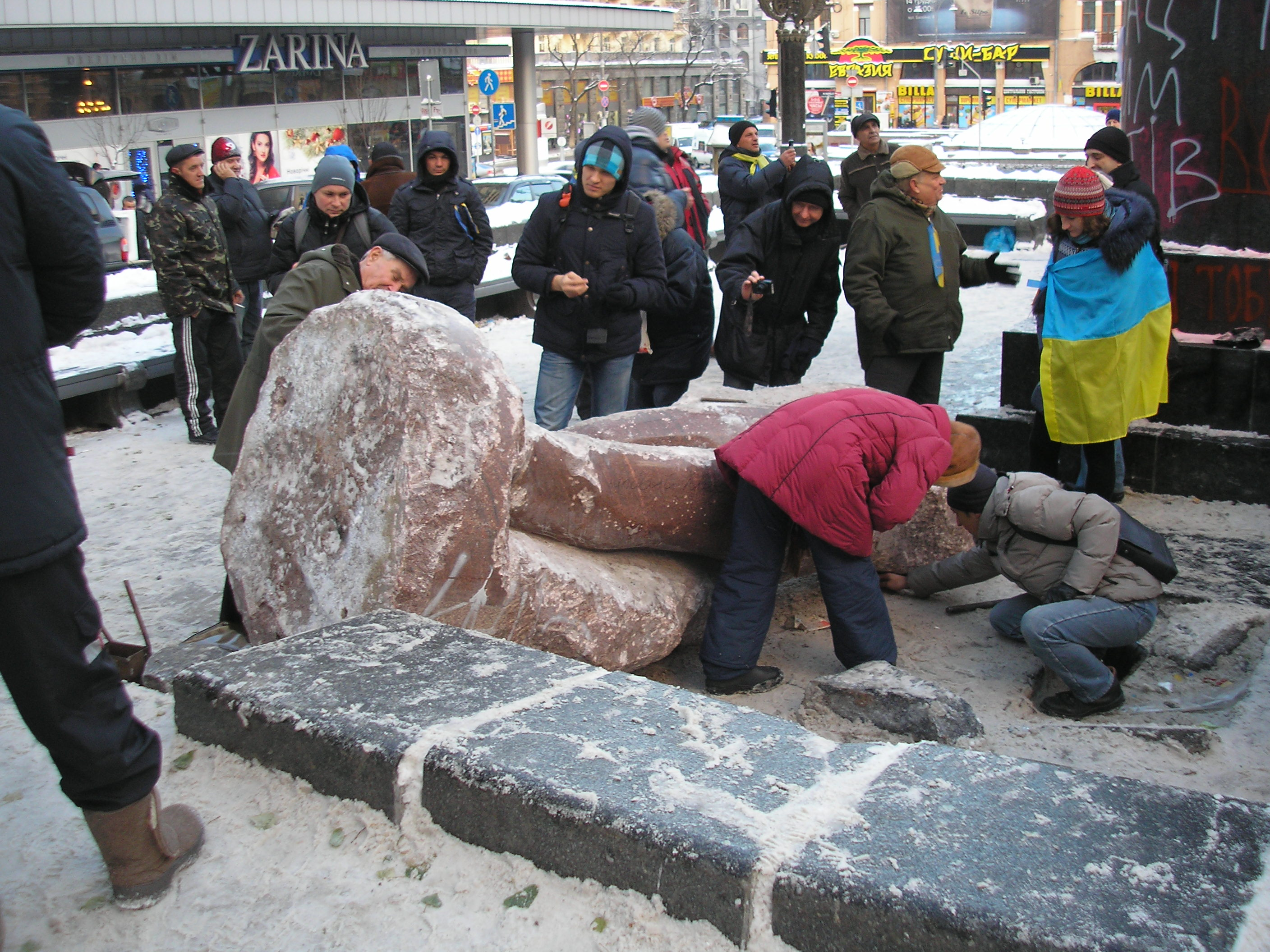
Restes de l'estàtua de Lenin l'endemà d'haver estat enderrocada pels manifestants del Euromaidán
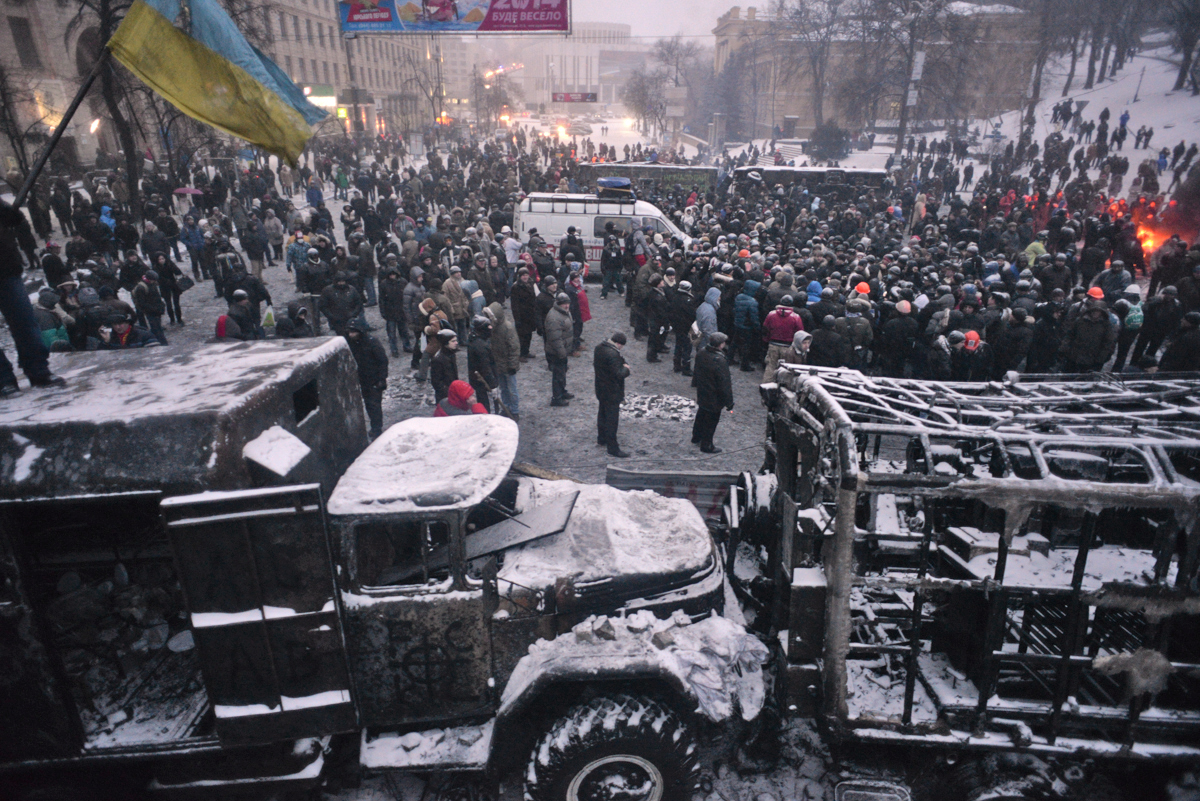
Manifestants al costat de vehicles calcinats al carrer Dinamivska de Kíiv, gener de 2014
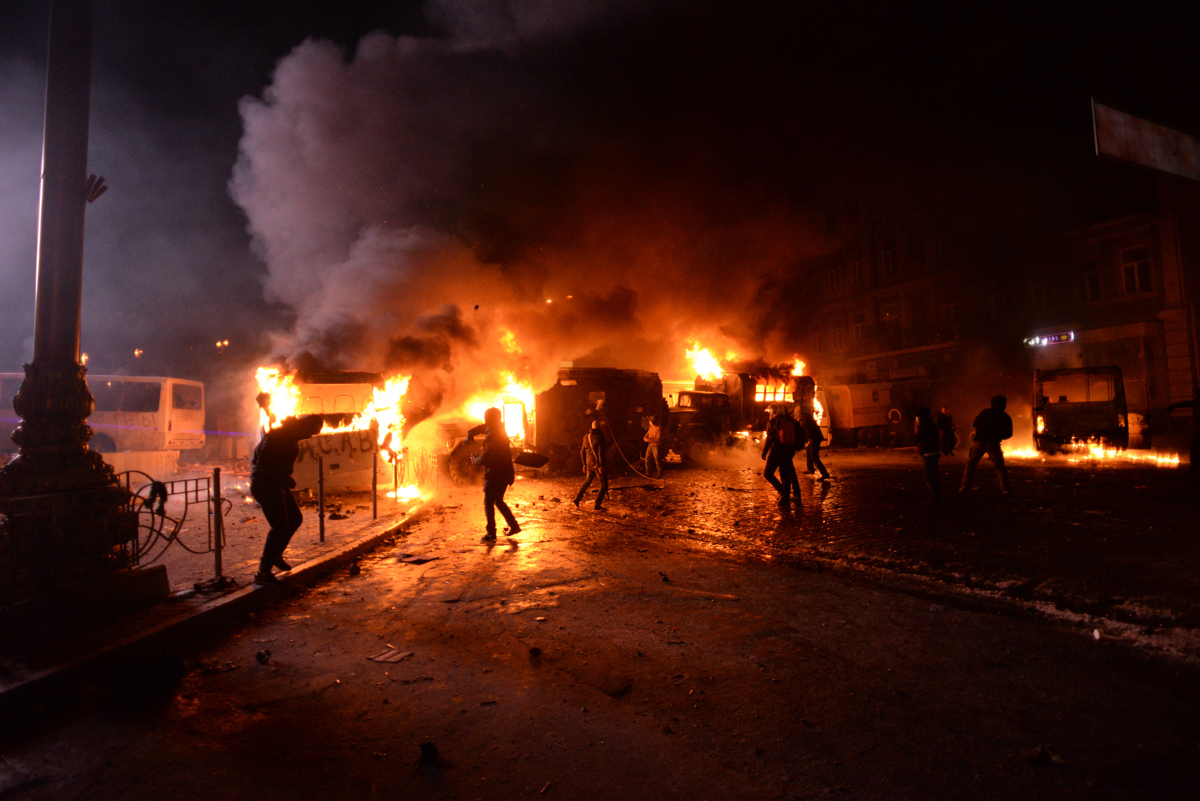
Radicals de l'Euromaidan llancen còctels molotov contra les forces policials, gener de 2014
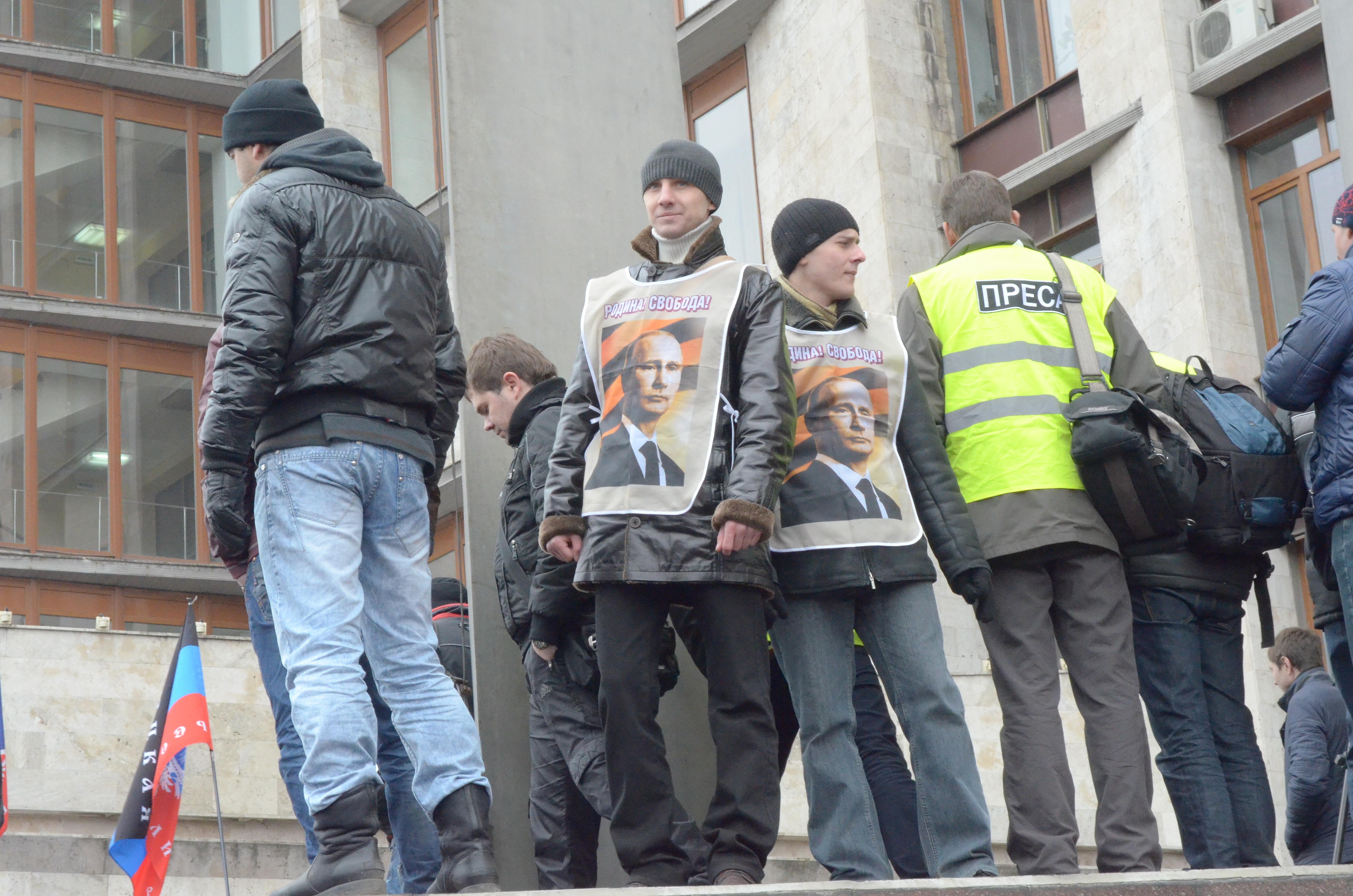
Manifestants pro-russos amb fotografia de Putin a l'armilla. 1 de Març de 2014, Donetsk.